# Pafawag 5B/6B
EN57 (typ 5B+6B+5B, 5Bk+6Bk+5Bk, 5BT+6BT+5BT, 5Bm+6Bm+5Bm, 5Bu+6Bu+5Bu i 5Bg+6Bg+5Bg) – normalnotorowy trójczłonowy niskoperonowy elektryczny zespół trakcyjny, produkowany w zakładach Pafawag we Wrocławiu w latach 1962–1993 w liczbie 1429 sztuk. Jest to najdłużej produkowany elektryczny zespół trakcyjny w Polsce, jak również na świecie. Protoplastą serii EN57 była wysokoperonowa jednostka EW55
Na bazie serii EN57 w Pafawagu skonstruowano także jednostki czteroczłonowe z dodatkowym członem silnikowym – EN71, wersje czteroczłonowe do ruchu dalekobieżnego (ED72 i ED73) oraz pojazdy do ruchu podmiejskiego (EW58) i EW60 dla Szybkiej Kolei Miejskiej w Trójmieście. EW60 po eksploatacji w PKP SKM sprzedano i przekazano spółce Koleje Mazowieckie, która poddała je naprawie głównej i modernizacji. W trakcie produkcji wprowadzano zmiany konstrukcyjne, które dotyczyły głównie elementów układu hamulcowego i jezdnego pojazdu. W jednostkach od numeru 1900 zastosowano zmodyfikowany kształt ściany czołowej oraz nowe wyposażenie kabiny maszynisty, wzorowane na jednostkach serii EW58.
Na przestrzeni lat eksploatacji jednostki serii EN57 poddawane były przez różnych właścicieli różnorakim modernizacjom. Część z nich dotyczyła jedynie wyglądu zewnętrznego jednostek, inne przewidywały również zmianę konstrukcji układu napędowego, a także dostosowania pojazdu do potrzeb osób z niepełnosprawnością.
Przez miłośników kolei i kolejarzy wobec serii EN57 od lat 80. stosowane są takie nazwy jak kibel, enka, żółtek.

## Historia

### Geneza
W latach 50. XX wieku w Polsce w realizacji regionalnych przewozów pasażerskich dominowały zespoły wysokoperonowe. Jako że nie wszędzie perony były wysokie, zaistniała potrzeba zbudowania pojazdu uniwersalnego, mogącego obsługiwać zarówno wysokie, jak i niskie perony występujące na terenie całego kraju.
Prace projektowe nad nową serią pojazdów trwały w latach 1959–1961, równolegle do prac nad jednostką wysokoperonową serii EW55, która stała się protoplastą EN57. Dokumentację nowego zespołu wykonało Centralne Biuro Konstrukcyjne Przemysłu Taboru Kolejowego Poznań (obecnie OBRPS Poznań). Próby ruchowe jednostki prototypowej miały miejsce w grudniu 1961, a w następnym roku rozpoczęto jej seryjną produkcję we wrocławskim Pafawagu.

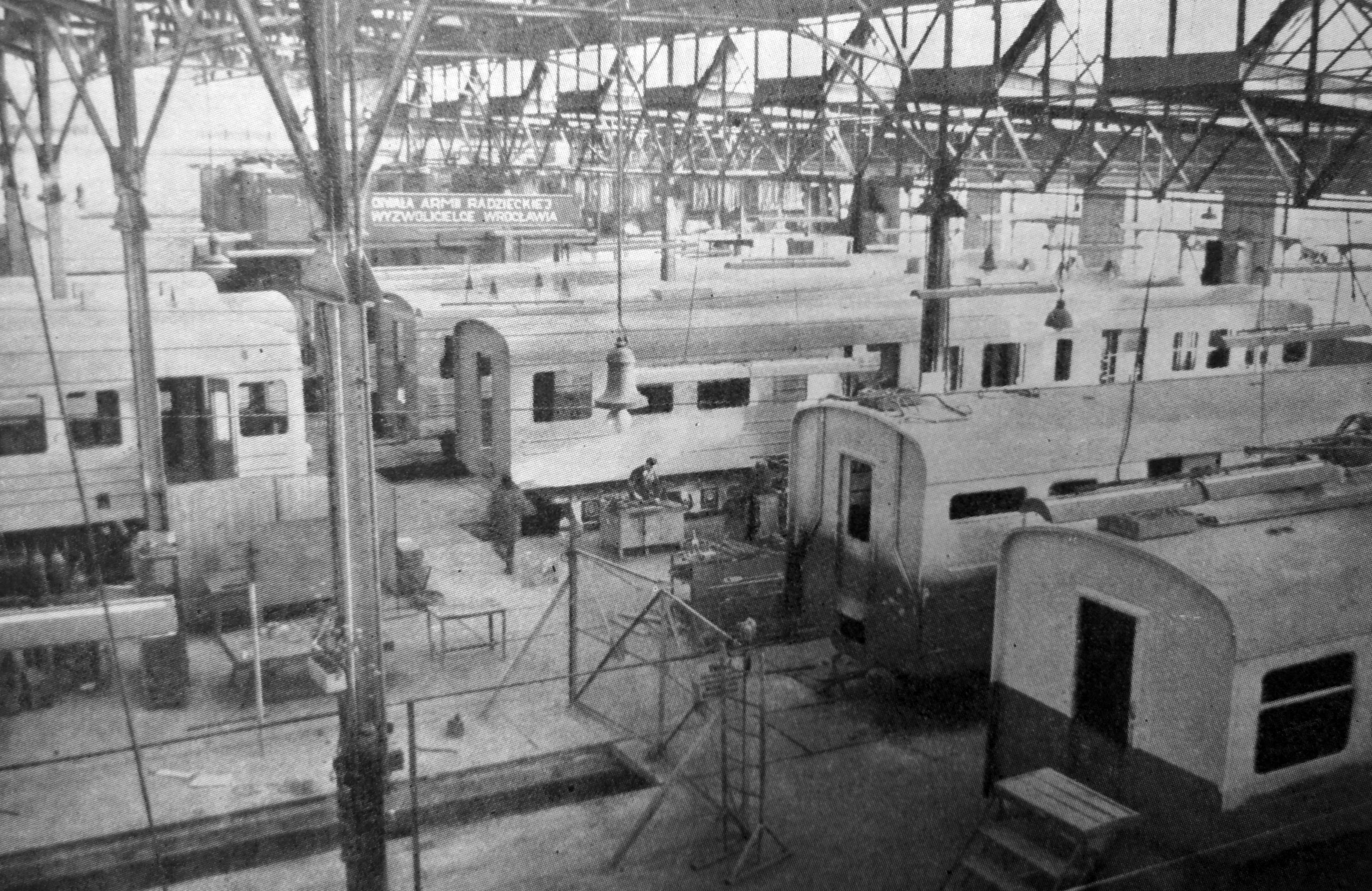
Montaż elektrycznych zespołów trakcyjnych w Pafawagu
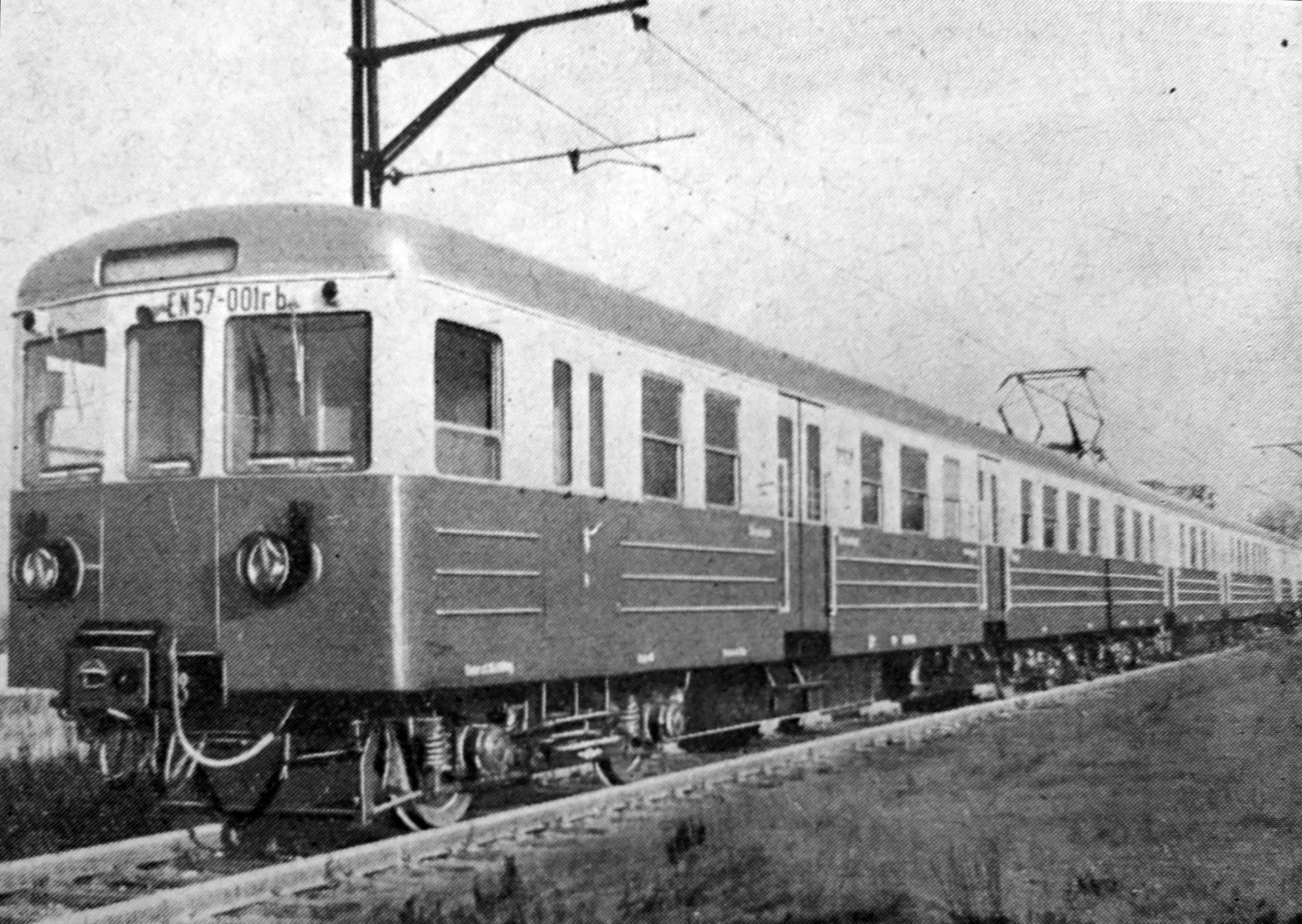
Pierwszy egzemplarz EN57 – jednostka 001

### Produkcja
Jednostka prototypowa została zbudowana w roku 1961, a produkcję seryjną rozpoczęto w roku 1962.
Przez ponad 30 lat produkcji pojawiały się różne wersje EN57. Najogólniej EN57 można podzielić na trzy serie:

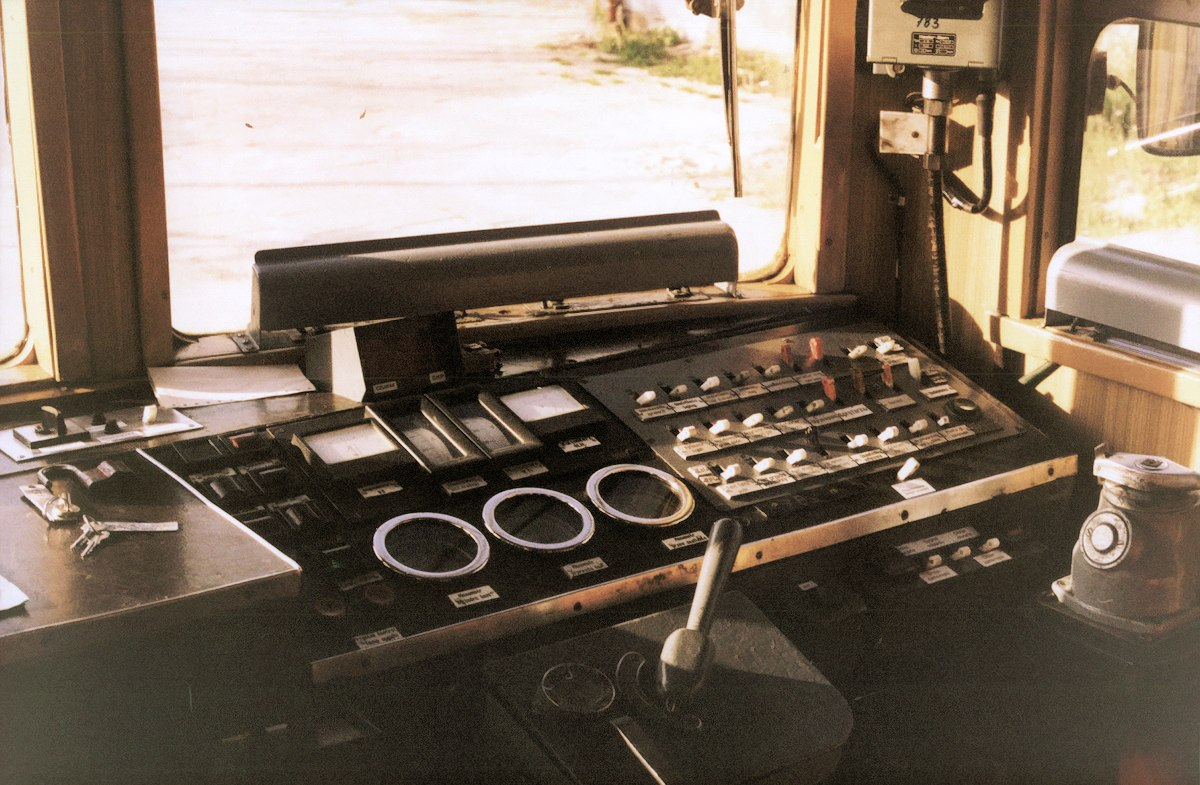
Pulpit maszynisty stosowany w jednostkach EN57 z wyjątkiem ostatniej serii

- numery 001 ÷ 130 oraz 601 ÷ 1113 – mają boki ryflowane i trzy szyby w ścianie czołowej, ponadto jednostki do numeru 130 posiadały przedział pierwszej klasy[10]
- numery 1114 ÷ 1825 – mają boki gładkie i trzy szyby w ścianie czołowej[10].
- numery 1900 ÷ 1953 – mają boki gładkie i dwie szyby w ścianie czołowej (na wzór zespołu EW58)[10].

Istnieje też drugi podział:
- numery 001 ÷ 1500 – posiadają półkoliste laminaty sufitu
- numery 1501 ÷ 1953 – posiadają płaskie laminaty sufitu, zaokrąglone nad oknami

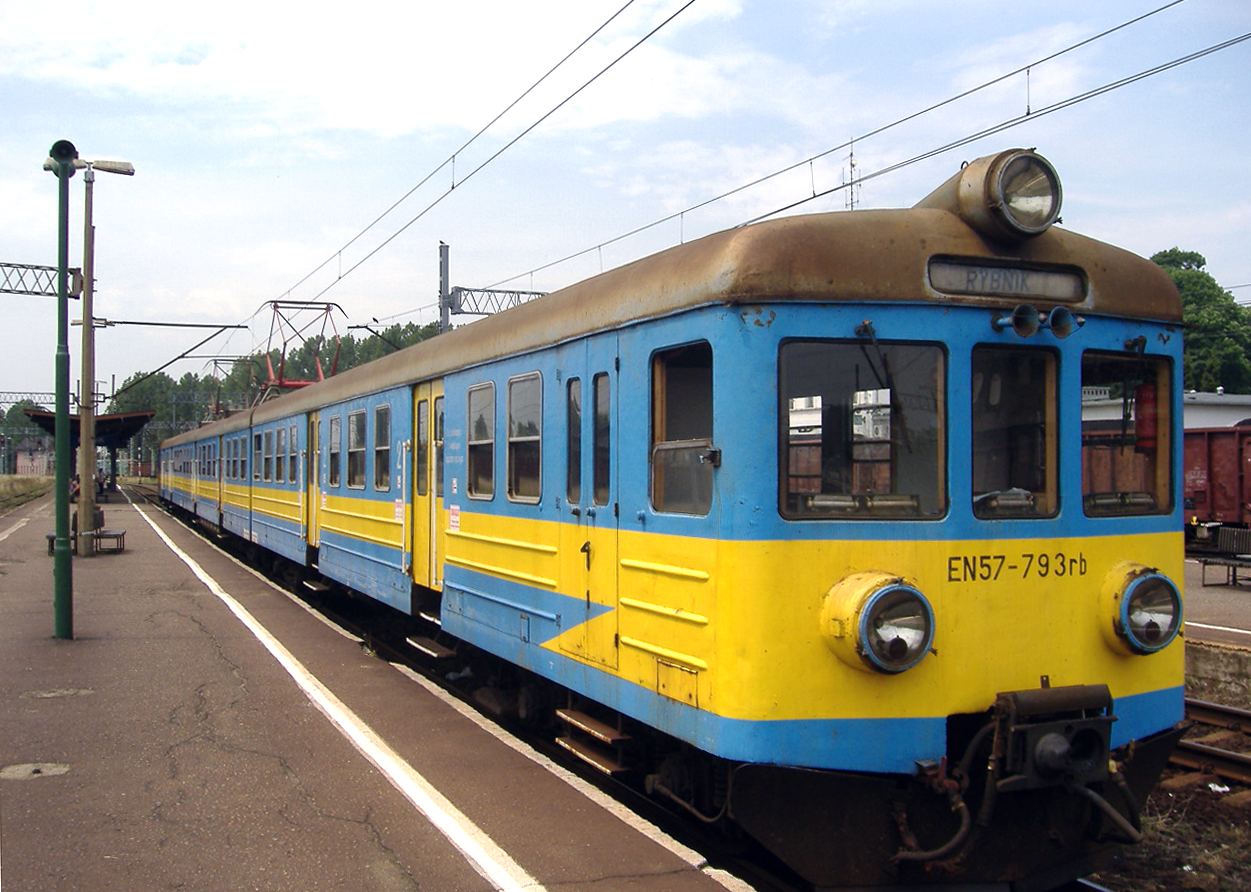
Przedstawiciel I serii – EN57-793
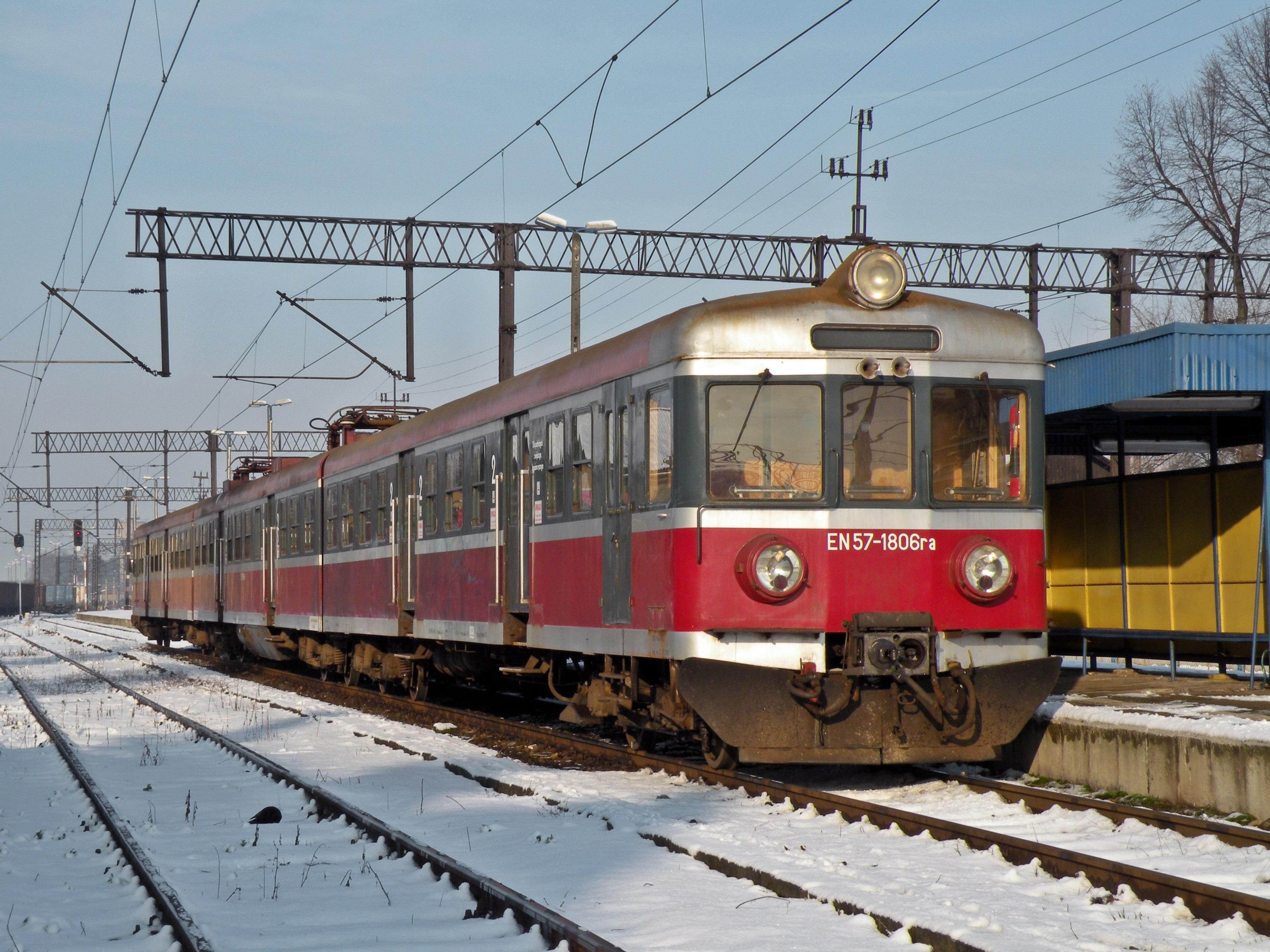
Przedstawiciel II serii – EN57-1806
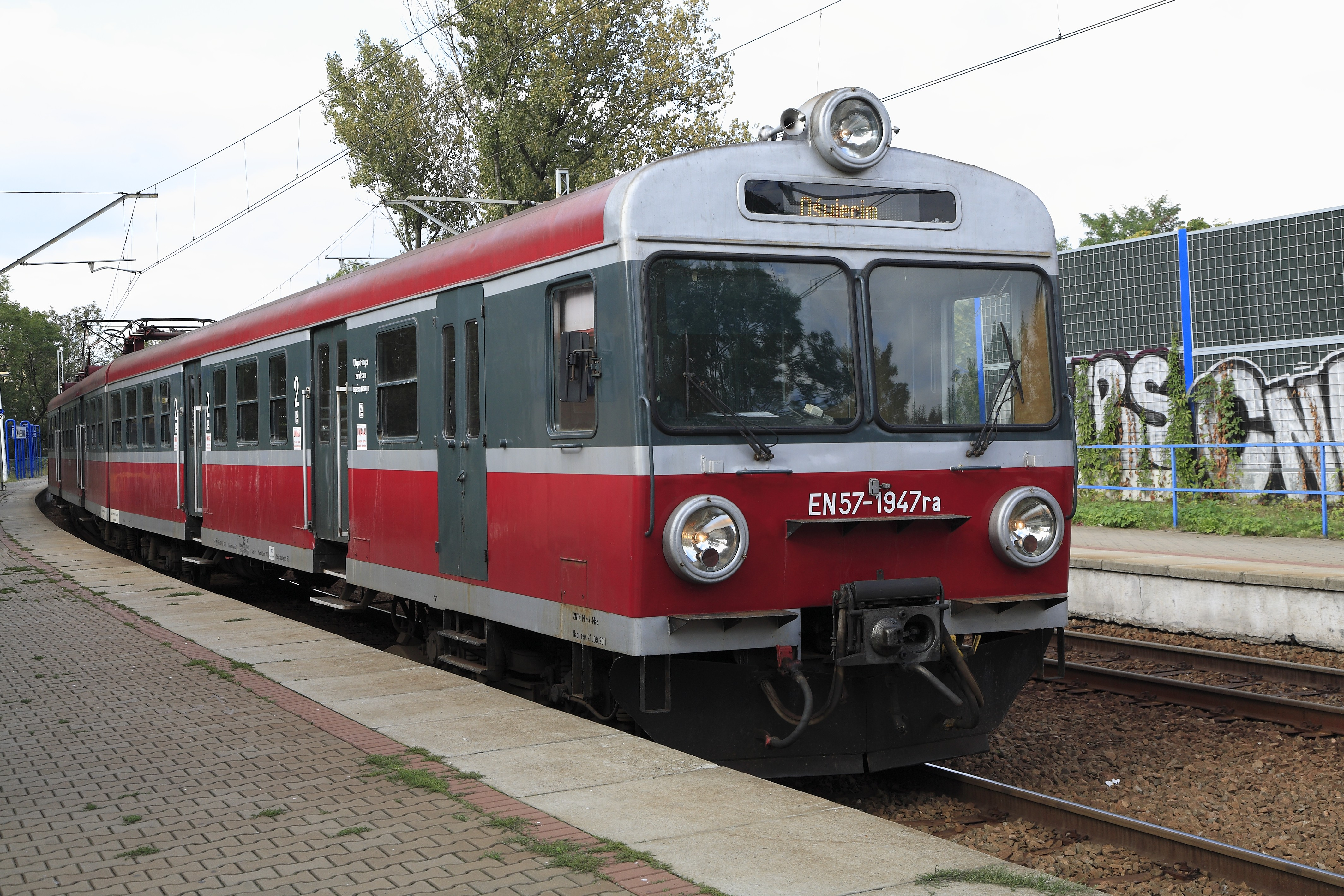
Przedstawiciel III serii – EN57-1947
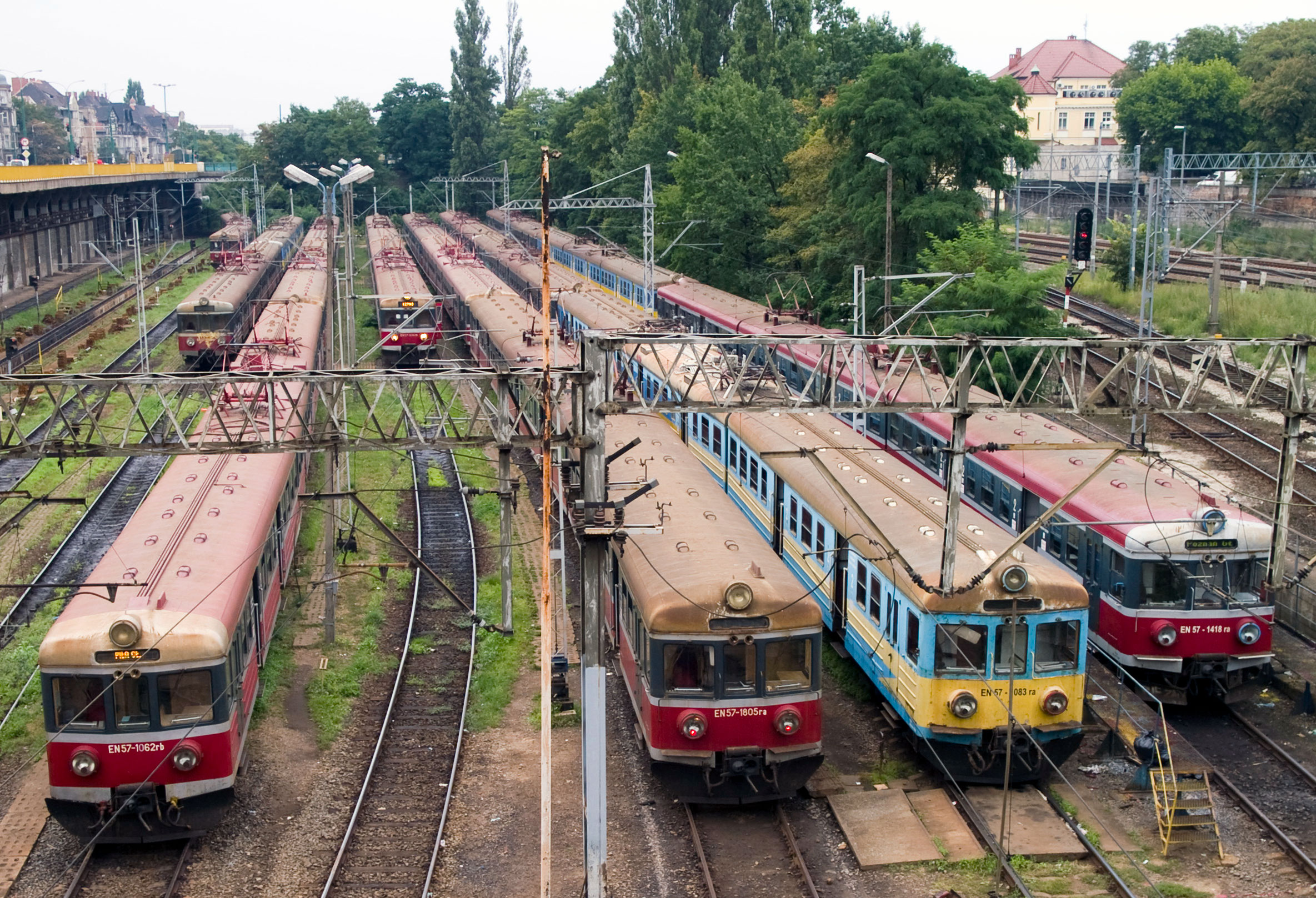
Przedstawiciele I i II serii EN57

Ponadto w przeszłości miało miejsce składanie jednostek z członów różnych zespołów oraz zmiany numeracji:
- numery 201 ÷ 206 przydzielono jednostkom składanym ze sprawnych członów jednostek, które uległy wypadkom (np. EN57-204 ma dwa wagony ryflowane i jeden gładki)[10]
- numery 2001 ÷ 2003 otrzymały jednostki z rozruchem impulsowym wyprodukowane w 1988[11], mają one zamontowany rozruch oporowy i numery 1826 ÷ 1828[10]
- numery 2004 ÷ 2078 nadano jednostkom zmodernizowanym w ramach programu SPOT[potrzebny przypis]
- numery 3001 ÷ 3010 mają jednostki, które powróciły do Polski z krajów byłej Jugosławii.[potrzebny przypis]

### Pojazdy pokrewne
Na bazie trójwagonowych EN57 w 1965 powstały pierwsze jednostki czterowagonowe (z dostawionym dodatkowym członem silnikowym), które w 1975 wyeksportowano do Jugosławii, a na rodzimym rynku pojawiły się dopiero w 1976 jako EN71. Później w ramach rodziny 5B/6B powstały jeszcze ED72 i ED73.
Konstrukcjami pochodnymi były także EW58 dla Szybkiej Kolei Miejskiej w Warszawie i EW60 dla Szybkiej Kolei Miejskiej w Trójmieście.
Z wykorzystaniem elementów z zezłomowanych jednostek serii EN57 powstało także 9 sztuk cechujących się nowoczesną sylwetką 14WE.

### Zakończenie produkcji
Produkcję EZT serii EN57 zakończono w roku 1993. Łącznie wyprodukowano 1412 sztuk tego EZT na potrzeby krajowe oraz 40 (3 jednostki trójwagonowe i 37 zespołów czterowagonowych) wyeksportowano do ówczesnej Jugosławii. Jednostki wyeksportowane do Jugosławii nosiły tam przezwisko gomulka, pochodzące od nazwiska Władysława Gomułki, za którego czasów składy trafiły na Bałkany.

## Konstrukcja

### Nadwozie

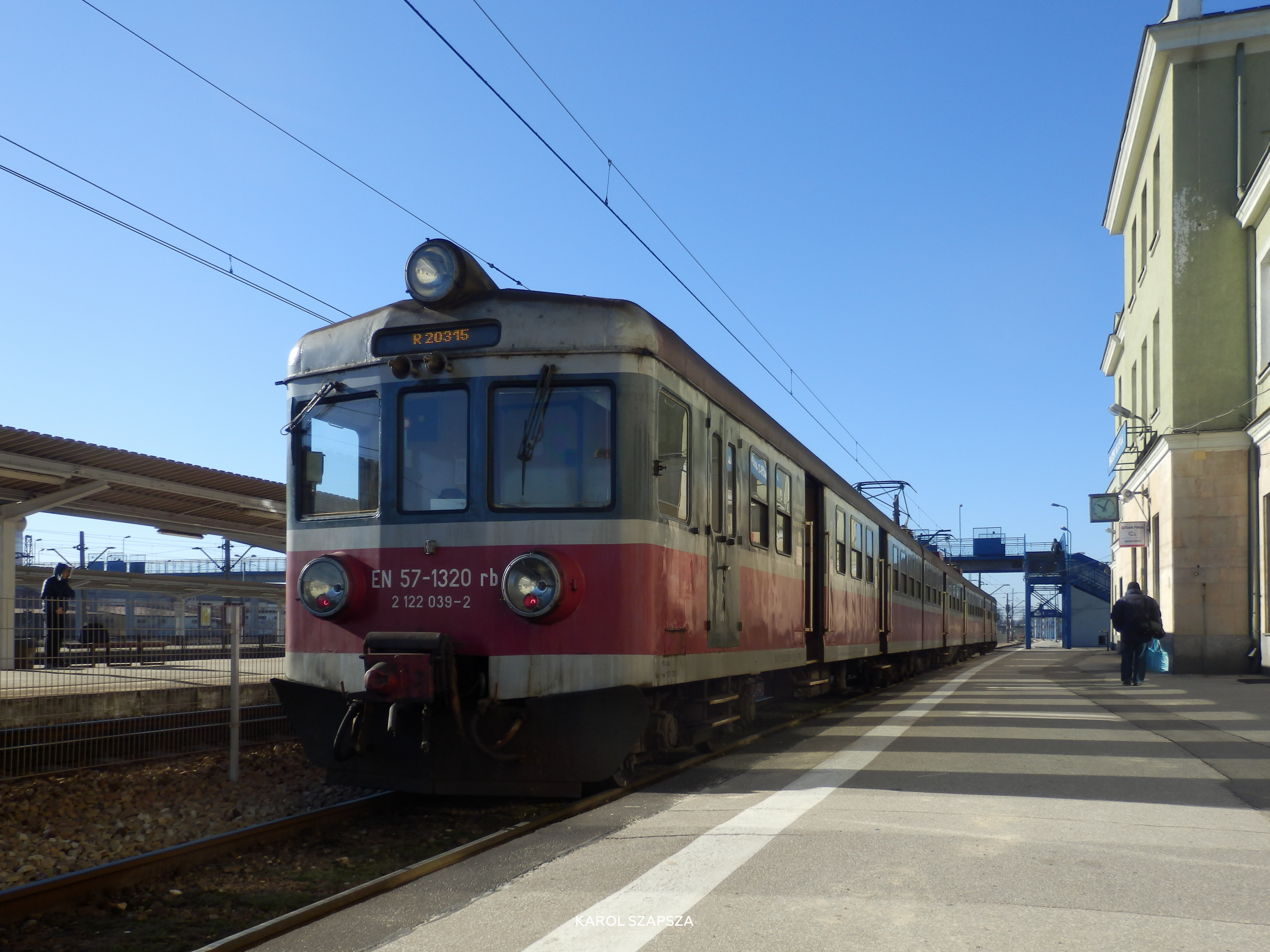
EN57-1320 – człon „rb”

EN57 składa się z trzech wagonów – dwóch rozrządczych i jednego silnikowego. Wagony rozrządcze (fabryczne oznaczenie 5B) są wagonami skrajnymi i oznaczane są na PKP jako ra i rb (wagon rozrządczy a i b), natomiast wagon silnikowy (fabryczne oznaczenie 6B) znajduje się w środku składu i nosi oznaczenie s. Wagony są połączone ze sobą tzw. krótkim sprzęgiem „fabrycznym” (bez głowicy, nierozłączalnym w warunkach eksploatacyjnych), oraz przejściem dla pasażerów. Na czołach wagonów sterowniczych (początek i koniec zespołu) zamontowano na wysokości 950 mm nad główką szyny tzw. sprzęgi długie (samoczynne sprzęgi Scharfenberga), które umożliwiają połączenie zespołów w składy. Jednostki EN57 są przystosowane do jazdy w trakcji ukrotnionej z jednostkami tej samej serii oraz z seriami EN71 i ED72. Nie ma możliwości przejścia pomiędzy połączonymi jednostkami.
Ostoja każdego z wagonów jest wykonana z profili walcowych i tłoczonych lub zgiętych blach. Tworzą one szereg belek podłużnych, zwanych podłużnicami lub ostojnicami, oraz belek poprzecznych, zwanych poprzecznicami. Całość konstrukcji jest spawana. Czołownice i belki skrętowe, które są szczególnymi miejscami w ostoi, wykonano jako konstrukcje skrzynkowe, zapewniając ich dużą wytrzymałość.
Podłoga znajduje się na wysokości 1153 mm od główki szyny. Stopnie zewnętrzne, umieszczone na wysokościach 495 i 655 mm od główki szyny, pozwalają obsługiwać zespołami EN57 perony zarówno wysokie, jak i niskie o wysokości 300 mm.
Okna w ścianach bocznych przedziałów pasażerskich o szerokościach 750 i 1100 mm są dwuczęściowe – część dolna jest osadzona na stałe w ramie okiennej za pomocą uszczelek gumowych, górna natomiast jest osadzona w ramie aluminiowej i opuszczana po stronie zewnętrznej. Okna czołowe w kabinach maszynisty są osadzone na stałe w ramach za pomocą uszczelek gumowych, w obu ścianach czołowych umieszczono po trzy okna. Okna boczne w kabinach maszynisty mają szerokość 750 mm i są całkowicie opuszczane. Szyby wszystkich okien wykonano ze szkła hartowanego.
EN57 do numeru 130 i od numeru 601 miał ściany boczne z ryflowanej blachy.
Początkowo jednostki EN57 nie miały górnego reflektora i spychaczy śnieżnych, a rolę czerwonych świateł końcowych pociągu pełniły małe lampki znajdujące się powyżej szyb czołowych. Z biegiem lat zespoły tej serii doczekały się górnych reflektorów i pługów, a górne lampki zastąpiono czerwonymi końcówkami umiejscowionymi w dolnych reflektorach. Można spotkać jednostki z jedną syreną na czole pojazdu.
W kwietniu 2005 przeprowadzono naprawę główną połączoną z modernizacją jednostki EN57-1058, należącej do Śląskiego Zakładu Przewozów Regionalnych. Był to pierwszy pojazd tej serii, który został przystosowany do przewozu osób z niepełnosprawnością.
W 2016 Koleje Dolnośląskie zmodernizowały zespół EN57-1703, w którym odpowiednio nakładając lakier zwiększono optycznie obszar przedniej szyby, co nadało czołu pojazdu nowoczesny wygląd. Z tego powodu jednostce nadano nazwę ENdolino.

### Wnętrze i przestrzeń pasażerska
W każdym z trzech wagonów zespołu EN57 znajdują się trzy przedziały ze środkowym przejściem między siedzeniami dostępne dla podróżnych, rozdzielone dwoma przedsionkami – każdy z parą rozsuwanych automatycznie, napędzanych pneumatycznie drzwi o szerokości 1300 mm. Skrajne przedziały wagonów rozrządczych są nieco inaczej urządzone (przy ścianach bocznych są rozkładane siedzenia, obok nich znajduje się dodatkowa para ręcznie otwieranych drzwi) i w zależności od potrzeb mogą służyć za pomieszczenie dla kierownika pociągu lub przedziały służbowe, bagażowe, do przewozu rowerów, wózków itp. większych bagaży. W egzemplarzach o numerach 1900–1953 przedział ten jest zmniejszony na rzecz powiększenia kabiny maszynisty. Do kabiny maszynisty można wejść przez otwierane drzwi. W niektórych egzemplarzach przedsionki prawie zanikły – nie ma drzwi między przedziałem a przedsionkiem, zaś ściany zastąpiono szybą (w najnowszych całkowicie zmieniono aranżację części pociągu).
Siedzenia wykonane są jako miękkie. Ławki o wymiarach 995 × 450 × 470 mm, wysokości oparcia od podłogi 1224 mm i masie 63 kg w klasie pierwszej pokryte są tkaniną rypsową, natomiast w klasie drugiej tworzywem sztucznym, tzw. dermą prążkową. Widoczne części metalowe ławek są chromowane i niklowane.
Grzejniki ogrzewania elektrycznego w przedziałach pasażerskich umieszczono pod ławkami pojedynczo lub parami. W przedsionkach wejściowych i ubikacjach są one osłonione i przymocowane pionowo do ścian działowych, natomiast w kabinach maszynisty i przedziałach bagażowych przymocowane poziomo do ścian.
Półki bagażowe w przedziałach pasażerskich umieszczono wzdłuż ścian bocznych nad oknami. Na suficie umocowano dwa równoległe rzędy opraw świetlówkowych o mocy 25W każdy.

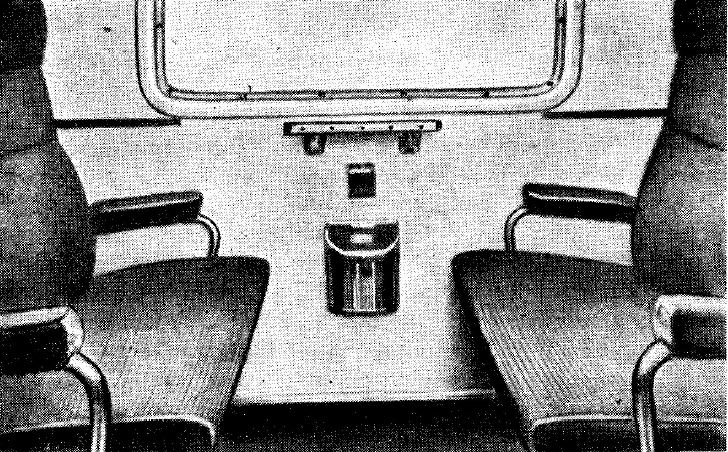
Fragment przedziału klasy pierwszej
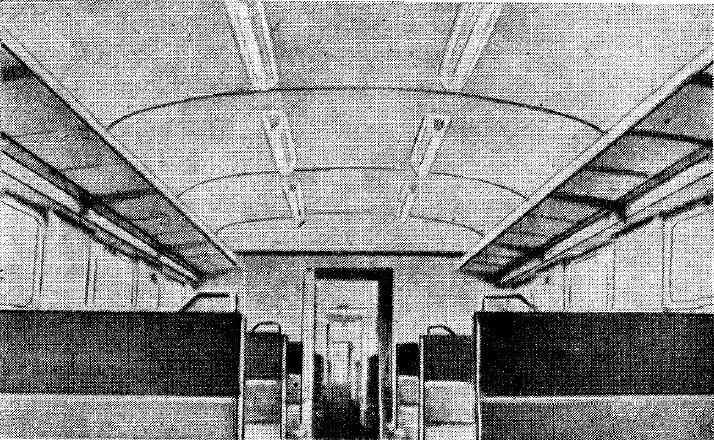
Widok na przedział klasy drugiej

### Podwozie
Każdy z wagonów skrajnych jest oparty na dwóch wózkach tocznych o rozstawie osi 2700 mm, średnicy czopów 130 mm, średnicy wału 160 mm i rozstępie oparcia resorów między czopami 1980 mm. Koła wózków tocznych są wykonane ze stali St65P, mają średnicę 940 mm, szerokość 135 mm i grubość 65 mm w stanie nowym (30 mm w stanie zużytym). Wagon środkowy oparty jest na dwóch wózkach napędnych o rozstawie osi 2700 mm, średnicy czopów 130 mm, średnicach wału 170 mm i 175mm oraz rozstępie oparcia resorów między czopami 1980 mm. Koła wózków napędnych są wykonane ze stali 70P, mają średnicę 1000 mm, szerokość 135 mm i grubość 75 mm w stanie nowym (35 mm w stanie zużytym). Wózki te są wyposażone w obręczowe zestawy kołowe, amortyzatory hydrauliczne, resory piórowe i sprężyny śrubowe. Rozstawy czopów skrętu wynoszą dla wagonów skrajnych i wagonu środkowego odpowiednio 14 900 mm i 15 870 mm.

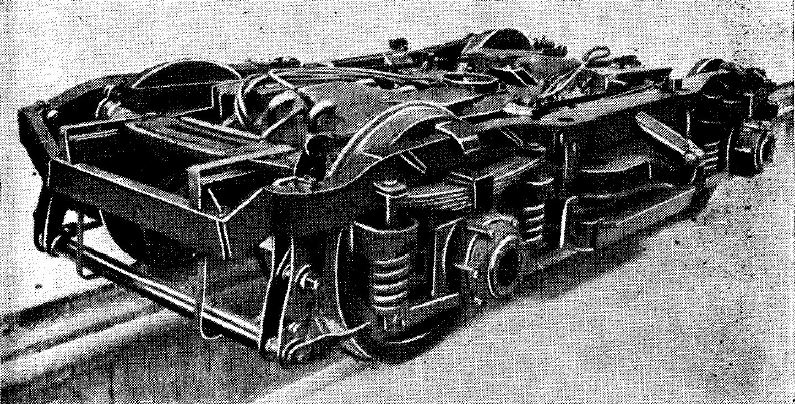
Wózek napędny
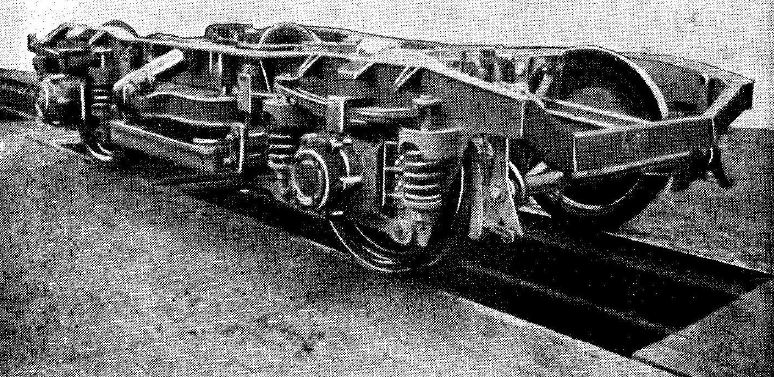
Wózek toczny
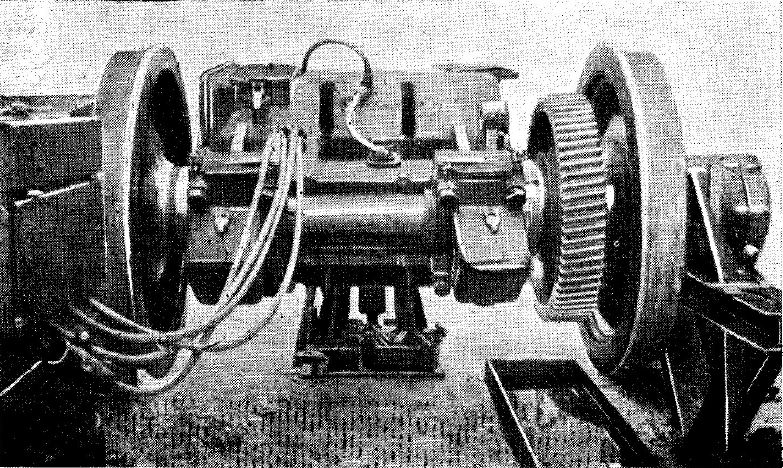
Napędny zestaw kołowy jednostki

### Zasilanie i napęd
Prąd stały o napięciu 3000 V, przesyłany linią napowietrzną, odbierany jest przez dwa odbieraki prądu (początkowo były to pantografy symetryczne typu AKP-1 lub AKP-4E, w nowszych jednostkach można spotkać także pantografy połówkowe), zamontowane na dachu członu środkowego. Napędza on cztery silniki trakcyjne (ich rodzaj i moc zależą od wersji zespołu), znajdujące się na osiach wózków napędnych wagonu środkowego. Szafa niskiego napięcia umieszczona jest wewnątrz wagonu środkowego, wzdłuż jednej ze ścian bocznych.
W EN57 zastosowano samoczynny rozruch oporowy. Układ składa się z przekaźnika samoczynnego rozruchu, przekaźnika regulacji przyspieszenia i wału kułakowego. Maszynista zadaje żądany układ połączenia silników lub stopień bocznikowania ich uzwojeń, a przekaźnik samoczynnego rozruchu odłącza samoczynnie rezystory rozruchowe lub włącza w obwód boczniki indukcyjne, zwiększając tym samym prąd w obwodzie głównym. Skutkuje to przyspieszeniem jednostki. Przekaźnik samoczynnego rozruchu współpracuje z przekaźnikiem regulacji przyspieszenia – w zależności od zadanego ustawienia, prąd w obwodzie będzie zwiększany wcześniej lub później (przy większym lub mniejszym progu natężenia prądu). Wyjątkiem w pracy obwodu jednostek jest pierwsza pozycja nastawnika – przetok, która załącza tylko styczniki, a nie układ rozruchu samoczynnego. Pozycja przetok jest pozycją do pracy krótkotrwałej, celem zasilenia silników i napięcia sprzęgów międzyczłonowych lub używana jest przy sprzęganiu dwóch zespołów.
W trzech jednostkach o numerach 2001–2003 wyprodukowanych w 1988 (typ 5Bo/6Bo) oraz w jednostce o numerze 881 w ramach naprawy głównej w 1986 zamontowano rozruch impulsowy, który się nie sprawdził i jednostki te, wraz z kolejną zmianą numerów, otrzymały ponownie rozruch oporowy. Do montażu rozruchu impulsowego w zespołach tej serii powrócono w 2007 i od tamtej pory, w ramach modernizacji, coraz więcej jednostek wyposaża się w to nowoczesne rozwiązanie.

### Układ hamulcowy
Jednostki EN57 wyposażone są w hamulec systemu Oerlikona; posiadają do dyspozycji dwa rodzaje hamowania: elektropneumatyczne lub pneumatyczne. Praca systemu hamulcowego jest sterowana poprzez zawór maszynisty FVel6. Domyślnie stosowanym typem hamulca w eksploatacji jest hamulec elektropneumatyczny. Jego zastosowanie umożliwia płynne zadawanie żądanego ciśnienia w cylindrach hamulcowych. W kabinach maszynisty znajdują się styczniki hamowania i luzowania elektropneumatycznego.
Początkowo stosowany system Knorra umożliwiał również płynne hamowanie składu, ze względu na zastosowanie klawisza, którym zwiększa się ciśnienie w cylindrach hamulcowych. Nie było natomiast możliwe takie stopniowe luzowanie.
Zasadniczo łączenie obwodów pneumatycznych sprzęgniętych jednostek realizowane jest przez zabudowany w sprzęg Scharfenberga sprzęg pneumatyczny; możliwe jest też połączenie jak w pojazdach ze sprzęgiem śrubowym – osobnymi przewodami, z pominięciem sprzęgu automatycznego.
Dodatkowo jednostki posiadały urządzenia mechaniczne samoczynnie dostosowujące siłę hamowania do ilości pasażerów.

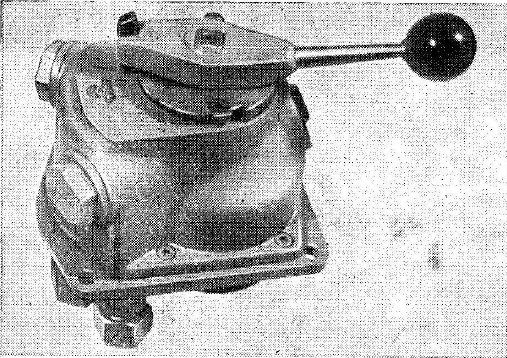
Zawór maszynisty systemu Oerlikona – FVel6
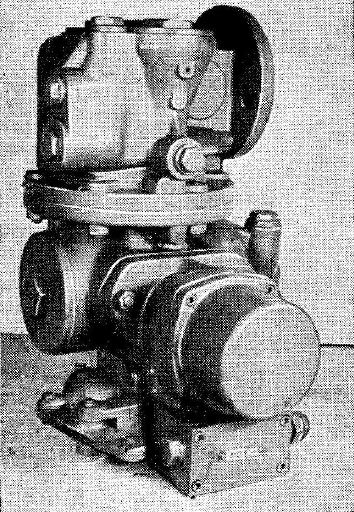
Zawór rozrządczy Oerlikon EST4d
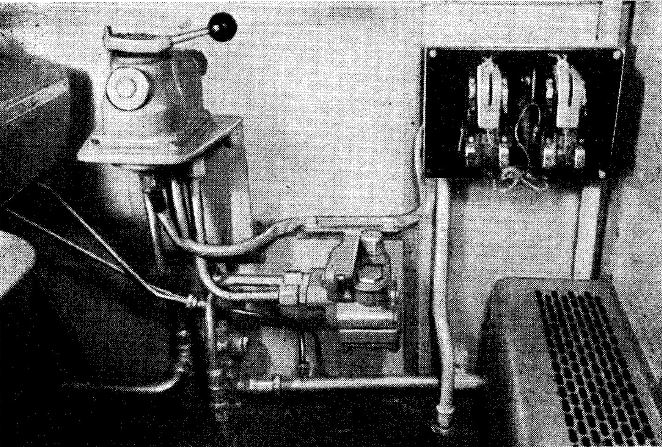
Urządzenia hamulcowe w kabinie maszynisty
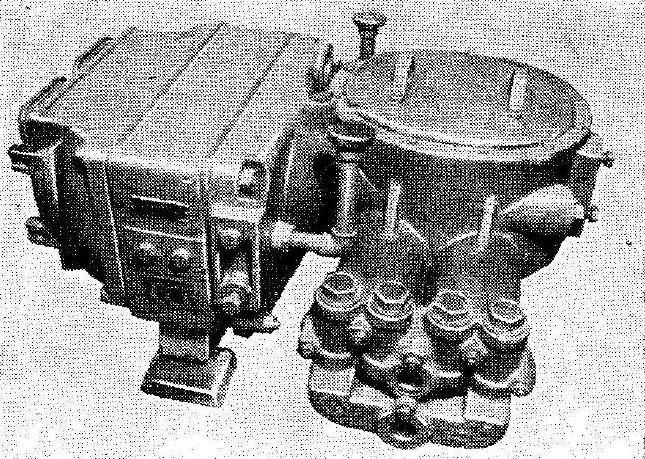
Sprężarka CM-38
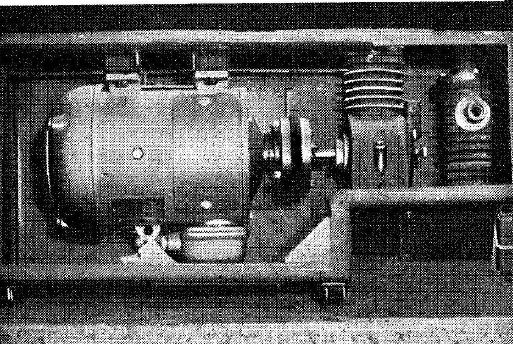
Sprężarka pomocnicza KP-1
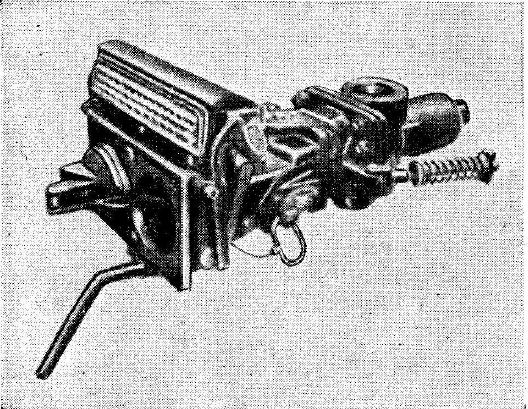
Samoczynny sprzęg Scharfenberga do połączeń między jednostkami

## Modernizacje

### SPOT i seria 20xx
W 2006 roku konsorcjum przedsiębiorstw ZNTK „Mińsk Mazowiecki”, Pesa Bydgoszcz i Newag Nowy Sącz rozpoczęło, współfinansowane ze środków Unii Europejskiej, modernizacje części jednostek należących do Przewozów Regionalnych. Unowocześnione jednostki (serii EN57-20xx) pod względem budowy nie odbiegają znacząco od typowych EN57 wyprodukowanych w Pafawagu.
Zmieniono w nich wygląd ścian czołowych, kabinę maszynisty oraz zmodernizowano wnętrze. Zlikwidowano przedział służbowy za kabinami, łącząc go z korytarzem wejściowym poprzez wyeliminowanie ściany oddzielającej. W pomieszczeniu tym zainstalowano rozkładane siedzenia oraz uchwyty do przewozu rowerów i nart. W związku z przyłączeniem przedziału do korytarza zlikwidowane zostały również ręcznie otwierane drzwi zewnętrzne. Zmodernizowane EZT przystosowano także dla potrzeb osób z niepełnosprawnością, stosując między innymi windy dla wózków inwalidzkich w drzwiach wejściowych oraz powiększone toalety wyposażone w system sygnalizacji dla inwalidów. W każdej z jednostek zainstalowano system antywłamaniowy z detektorami ruchu, 16 kamer, z których podgląd jest widoczny na ekranie w kabinie maszynisty i które nieprzerwanie monitorują wnętrze pojazdu oraz specjalny rejestrator nagrywający obraz.
Pod względem podzespołów elektrycznych pozostał przestarzały rozruch oporowy. Przetwornicę główną wirującą zastąpiono przetwornicą elektroniczną dającą napięcia 110 V DC, 230 V AC oraz 24 V DC. Ponadto wymieniono sprężarki tłokowe na sprężarki śrubowe i zmodernizowano wózki (wymieniono usprężynowanie).
W ramach programu SPOT w latach 2006–2007 zmodernizowano łącznie 75 sztuk EZT i nadano im zakres numeracji 2001-2075, który zmieniono później na 2004-2078.

### EN57KM
W 2007 roku SKM Trójmiasto i Koleje Mazowieckie zdecydowały się zastosować rozruch impulsowy w niektórych swoich jednostkach poddawanych naprawom głównym:
- pojazdy SKM Trójmiasto o numerach 768, 1089, 1094 i 1116 otrzymały aparaturę Instytutu Elektrotechniki Warszawa
- pojazdy Kolei Mazowieckich o numerach 1486, 1566, 1567 i 1562, oznaczone jako EN57KM, otrzymały aparaturę przedsiębiorstwa Medcom.

Naprawy główne zostały wykonane przez ZNTK „Mińsk Mazowiecki”, a wraz z zastosowaniem rozruchu impulsowego podczas modernizacji wprowadzono także mikroprocesorowe sterowanie napędem oraz hamowanie elektrodynamiczne.

### EN57AKM
W 2008 roku spółka Koleje Mazowieckie zdecydowała się zamówić 10 napraw głównych z modernizacją, podczas których zamontowano silniki prądu przemiennego LK450X6 opracowane przez przedsiębiorstwo EMIT z Żychlina. Silniki te zostały zabudowane w starych obudowach, dzięki czemu nie trzeba było zmieniać przekładni głównych. Nowy silnik ma moc 250 kW, a cała jednostka 1 MW, co znacząco poprawiło parametry trakcyjne pojazdów – przyspieszenie rozruchu (do 40 km/h) zwiększono do blisko 1 m/s², a prędkość maksymalną podniesiono do 120 km/h. Modernizacje wykonano w zakładach ZNTK „Mińsk Mazowiecki” (6 sztuk w latach 2009–2010) oraz Newag Nowy Sącz (4 sztuki w roku 2009), a zmodernizowane w ten sposób jednostki oznaczono EN57AKM.
W tym samym czasie spółka SKM Trójmiasto zleciła przebudowę jednostki EN71 w oparciu o podobne założenia – modernizację wykonała w roku 2009 przedsiębiorstwo Newag, a w dniach 14–16 października 2009 jednostkę zaprezentowano podczas Międzynarodowych Targów Kolejowych Trako 2009 w Gdańsku.
Do lipca 2013 kosztem 351 mln zł w spółce SKM Trójmiasto miało zostać zmodernizowanych kolejnych 21 jednostek EN57. Modernizacja miała zostać zrealizowana w ciągu 14 miesięcy przez konsorcjum przedsiębiorstw TS Opole i Skoda, jednakże z powodu ogłoszenia upadłości TS Opole ukończono modernizację tylko jednego EN57 (1718). W ponownym przetargu na modernizację 21 elektrycznych zespołów trakcyjnych SKM Trójmiasto najkorzystniejszą ofertę złożyło konsorcjum Pesa Bydgoszcz SA i ZNTK Mińsk Mazowiecki SA, które zobowiązało się do modernizacji 21 elektrycznych zespołów trakcyjnych za ok. 124 mln zł. Po remoncie pociągi SKM będą mogły osiągnąć prędkość 120 km/godz. Będą dostosowane do przewozu osób z niepełnosprawnością i będą posiadały pochylnie dla osób poruszających się na wózkach. Zostaną wyposażone w klimatyzację kabiny maszynisty, WC w układzie zamkniętym, monitoring i system informacji pasażerskiej (na monitorach oraz audiowizualny).

### EN57AKŁ
W latach 2011–2012 Newag zmodernizował na zamówienie samorządu województwa łódzkiego cztery jednostki EN57 do standardu EN57AKŁ na podstawie kontraktu z 29 lipca 2011 o wartości 31,4 mln zł. Dostawy trwały od grudnia 2011 do maja 2012. Zmodernizowane składy mają oznaczenia EN57AKŁ-1226, EN57-1452, EN57-1044 i EN57-1479. W pojazdach zamontowano silniki asynchroniczne prądu przemiennego, co pozwoliło zwiększyć prędkość maksymalną do 120 km/h. Jednostki wyposażono także w klimatyzację, dwie toalety w systemie zamkniętym i gniazdka prądowe przy fotelach podróżnych. Modernizacji uległa też kabina maszynisty, zmieniono wygląd czoła składu i wymieniono drzwi zewnętrzne na odskokowo-przesuwne.

### EN57AL, EN57AKW, EN57AKD, EN57AKŚ i inne
Aktualnie mają miejsce modernizacje zakresem identyczne bądź bardzo zbliżone do tej nazwanej EN57AKŁ. Zostają im nadawane przeróżne oznaczenia np. EN57AL (litera L początkowo symbolizować miała woj. lubelskie, teraz można to oznaczenie spotkać również na zmodernizowanych jednostkach opolskich, pomorskiej i podlaskich, dolnośląskich), KM, a także jednostek własnych spółki Przewozy Regionalne należących do Centrali w Warszawie, stacjonujących w Idzikowicach, zmodernizowanych przez ZNTK „Mińsk Mazowiecki”, EN57AKW (litera W od woj. wielkopolskiego) czy EN57AKŚ (Ś od woj. śląskiego). Silniki wymieniane zostają na asynchroniczne (w oznaczeniu symbolizuje je litera A), składy wyposaża się w klimatyzację przestrzeni pasażerskiej, ekologiczne toalety w systemie zamkniętym, rolety w oknach, monitory LCD i gniazdka elektryczne. Fotele wymieniane zostają na ergonomiczne, zmienia się układ siedzeń, pociągi wyposaża się w nowy układ hamulcowy, poprawiający płynność jazdy. Wersja AL dla woj. lubelskiego wyposażona jest w biletomaty, w wersji AKŚ natomiast do dyspozycji podróżnych jest automat sprzedający przekąski i napoje.

### Podsumowanie
Wszystkie dotychczasowe modernizacje tej serii przedstawiono w poniższej tabeli:
| Oznaczenie serii (modernizacji) | Numery boczne | Liczba sztuk | Właściciel / Użytkownik                                      | Wykonawca Rok modernizacji                           | Zakres modernizacji | Liczba i moc silników Prędkość maksymalna | Uwagi                       |
| --- | --- | ------------ | ------------------------------------------------------------ | ---------------------------------------------------- | --- | ----------------------------------------- | --------------------------- |
| EN57 (EN57 SPOT) | 2004 ÷ 2078 (pierwotnie 2001-2075) | 75           | Przewozy Regionalne                                          | Pesa, ZNTK MM i Newag 2006 (45 szt.), 2007 (30 szt.) | zmiana wyglądu zewnętrznego | 4×175 kW 110 km/h                         | [ 25 ]                      |
| EN57 (EN57) | 1109, 1173 | 2            | Koleje Mazowieckie                                           | Newag 2007                                           | zmiana wyglądu zewnętrznego | 4×175 kW 110 km/h                         |                             |
| EN57KM (EN57KM) | 768, 1089, 1094, 1116 | 4            | SKM Trójmiasto                                               | ZNTK MM 2007                                         | zmiana wyglądu zewnętrznego | 4×175 kW 110 km/h                         | [ 36 ]                      |
| EN57 (EN57KM) | 3001, 3002 | 2            | SKM Warszawa (2008-2011) Koleje Śląskie (od 2011)            | ZNTK MM 2008                                         | zmiana wyglądu zewnętrznego | 4×175 kW 110 km/h                         | [ 37 ]                      |
| EN57AKM (EN57AKM) | 1564, 1569, 1573, 1577, 1585-1586 | 6            | Koleje Mazowieckie                                           | ZNTK MM 2009-2010                                    | zmiana wyglądu zewnętrznego | 4×250 kW 120 km/h                         | [ 4 ]                       |
| EN57AKM (EN57AKM) | 1568, 1572, 1582, 1584 | 4            | Koleje Mazowieckie                                           | Newag 2009                                           | zmiana wyglądu zewnętrznego | 4×250 kW 120 km/h                         | [ 5 ]                       |
| EN57AKM (EN57AKM) | 3003-3005 | 3            | Województwo łódzkie / Łódzki Zakład PR                       | ZNTK MM 2010-2011                                    | zmiana wyglądu zewnętrznego | 4×250 kW 120 km/h                         | [ 38 ] [ 39 ]               |
| EN57AKM (EN57AKM) | 1295, 1299, 1559-1560, 1565, 1571, 1578, 1581, 1587-1589, 1591-1594, 1629-1631, 1633, 1642-1643, 1655, 1700 | 23           | Koleje Mazowieckie                                           | Newag 2010-2011                                      | zmiana wyglądu zewnętrznego | 4×250 kW 120 km/h                         | [ 40 ]                      |
| EN57AL (EN57AL) | 3006-3010 | 5            | Województwo lubelskie / Lubelski Zakład PR                   | Pesa i ZNTK MM 2011                                  | zmiana wyglądu zewnętrznego | 4×250 kW 120 km/h                         | [ 41 ] [ 42 ]               |
| EN57AKŁ (EN57AKŁ) | 1044, 1226, 1452, 1479 | 4            | Województwo łódzkie / Łódzki Zakład PR                       | Newag 2011-2012                                      | zmiana wyglądu zewnętrznego | 4×250 kW 120 km/h                         | [ 43 ] [ 44 ]               |
| EN57 (EN57AKŚ) | 223, 730, 1178, 1533, 1563 | 5            | Koleje Śląskie                                               | Newag i ZNLE 2011-2012                               | zmiana wyglądu zewnętrznego | 4×250 kW 120 km/h                         | [ 45 ] [ 34 ]               |
| EN57 (EN57AKŚ) | 224 | 1            | Województwo śląskie / Koleje Śląskie                         | Newag 2012                                           | zmiana wyglądu zewnętrznego | 4×250 kW 120 km/h                         | [ 46 ]                      |
| EN57 (EN57AKW) | 1031, 1412, 1413 | 3            | Województwo wielkopolskie / Koleje Wielkopolskie             | Newag 2011                                           | zmiana wyglądu zewnętrznego | 4×250 kW 120 km/h                         | [ 47 ]                      |
| EN57 (EN57AKW) | 1434 | 1            | Województwo wielkopolskie / Koleje Wielkopolskie             | Newag 2012                                           | zmiana wyglądu zewnętrznego | 4×250 kW 120 km/h                         | [ 48 ]                      |
| EN57AL (EN57AL) | 1531 | 1            | Województwo pomorskie / Pomorski Zakład PR                   | Pesa i ZNTK MM 2012                                  | zmiana wyglądu zewnętrznego | 4×250 kW 120 km/h                         | [ 49 ]                      |
| EN57AL (EN57AL) | 1324, 1464, 1550 | 3            | Województwo pomorskie / Pomorski Zakład PR                   | Pesa i ZNTK MM 2012                                  | zmiana wyglądu zewnętrznego | 4×250 kW 120 km/h                         | [ 50 ]                      |
| EN57AL (EN57AL) | 1501 | 1            | Województwo dolnośląskie Koleje Dolnośląskie                 | Pesa i ZNTK MM 2013                                  | zmiana wyglądu zewnętrznego | 4×250 kW 120 km/h                         | [ 51 ] [ 52 ]               |
| EN57AL (EN57AL) | 1544, 1551, 1555 | 3            | Województwo podlaskie / Podlaski Zakład PR                   | Pesa i ZNTK MM 2012-2013                             | zmiana wyglądu zewnętrznego | 4×250 kW 120 km/h                         | [ 53 ]                      |
| EN57 (EN57AKŚ) | 892 | 1            | Koleje Śląskie                                               | Newag i Newag Gliwice 2013                           | zmiana wyglądu zewnętrznego · rozruch impulsowy · silniki asynchroniczne · drzwi odskokowo-przesuwne · przewóz osób na wózkach · przewóz rowerów · klimatyzacja przestrzeni pasażerskiej · gniazdka elektryczne · automaty sprzedające | 4×250 kW 120 km/h                         |                             |
| EN57 (EN57AKW) | 1062, 1502 | 2            | Województwo wielkopolskie / Koleje Wielkopolskie             | Newag 2013                                           | zmiana wyglądu zewnętrznego | 4×250 kW 120 km/h                         | [ 54 ]                      |
| EN57AKD (EN57AKD) | 1937 | 1            | Województwo dolnośląskie / Koleje Dolnośląskie               | Newag Gliwice i Newag 2013                           | zmiana wyglądu zewnętrznego | 4×250 kW 120 km/h                         | [ 55 ]                      |
| EN57AL (EN57AL) | 1222, 1251, 1768, 1769 | 4            | Województwo łódzkie / Łódzki Zakład PR                       | Pesa i ZNTK MM 2012-2013                             | zmiana wyglądu zewnętrznego | 4×250 kW 120 km/h                         | [ 56 ]                      |
| EN57AKM (EN57AKM) (ex EN57KM) | 1486, 1561, 1562, 1566, 1567 | 5            | Koleje Mazowieckie                                           | ZNTK MM 2007 ZNTK MM 2013                            | zmiana wyglądu zewnętrznego | 4×250 kW 120 km/h                         | [ 4 ]                       |
| EN57AKM (EN57AKM) | 1590, 1596-1599, 1601, 1604-1607, 1609, 1611, 1613-1614, 1616, 1619-1624, 1626-1627, 1634, 1636-1637, 1639-1641, 1646, 1660, 1682, 1713, 1761                                                                                            | 34           | Koleje Mazowieckie                                           | Newag (lider) i ZNTK MM 2013-2014                    | zmiana wyglądu zewnętrznego | 4×250 kW 120 km/h                         | [ 57 ]                      |
| EN57AKM (EN57AKM) | 1718 | 1            | SKM Trójmiasto                                               | TS Opole i Škoda 2012-2013                           | zmiana wyglądu zewnętrznego | 4×250 kW 120 km/h                         | [ 58 ] [ 59 ]               |
| EN57AL (EN57AL) | 1602, 1687, 1730, 1803 | 4            | Województwo opolskie / Opolski Zakład PR                     | Pesa i ZNTK MM 2012-2014                             | zmiana wyglądu zewnętrznego | 4×250 kW 120 km/h                         | [ 60 ]                      |
| EN57AL (EN57AL) | 943, 1083, 1148, 1230, 1369, 1426, 1556 | 7            | Województwo zachodniopomorskie / Zachodniopomorski Zakład PR | Pesa i ZNTK MM 2013-2014                             | zmiana wyglądu zewnętrznego | 4×250 kW 120 km/h                         | [ 61 ] [ 62 ]               |
| EN57AKM (EN57AKM) | 769, 880, 1127, 1135, 1136, 1138, 1149, 1462, 1669, 1670, 1675, 1676, 1683, 1684, 1692, 1693, 1694, 1704, 1719, 1722, 1727 | 21           | SKM Trójmiasto                                               | Pesa i ZNTK MM 2014                                  | zmiana wyglądu zewnętrznego | 4×250 kW 120 km/h                         | [ 63 ]                      |
| EN57AL (EN57AL) | 1938 | 1            | Województwo dolnośląskie / Koleje Dolnośląskie               | ZNTK MM 2014                                         | zmiana wyglądu zewnętrznego | 4×250 kW 120 km/h                         | [ 64 ]                      |
| EN57AL (EN57AL) | 1543 | 1            | Województwo podlaskie / Podlaski Zakład PR                   | Pesa i ZNTK MM 2014                                  | zmiana wyglądu zewnętrznego | 4×250 kW 120 km/h                         | [ 65 ]                      |
| EN57AP | 1435, 1507, 1603, 1618 | 4            | Województwo pomorskie / Pomorski Zakład PR                   | Newag 2014                                           | zmiana wyglądu zewnętrznego | 4×250 kW 120 km/h                         | [ 66 ]                      |
| EN57AL (EN57AL) | 203, 204, 1610, 1632, 1645, 1648, 1649, 1650, 1651, 1652, 1654, 1661, 1662, 1665, 1666, 1667, 1668, 1673, 1674, 1681, 1689, 1690, 1698, 1699, 1728, 1736, 1749                                                                           | 27           | Koleje Mazowieckie                                           | ZNTK MM 2014-2015                                    | zmiana wyglądu zewnętrznego | 4×250 kW 120 km/h                         | [ 67 ]                      |
| EN57AL (EN57AL) | 753, 959, 1770, 1825 | 4            | Województwo łódzkie / Łódzki Zakład PR                       | ZNTK MM 2014-2015                                    | zmiana wyglądu zewnętrznego | 4×250 kW 120 km/h                         | [ 68 ]                      |
| EN57 (EN57AKW) | 1025 | 1            | Województwo wielkopolskie / Wielkopolski Zakład PR           | Newag 2015                                           | zmiana wyglądu zewnętrznego | 4×250 kW 120 km/h                         |                             |
| EN57AL (EN57AL) | 1529, 1536 | 2            | Województwo podlaskie / Podlaski Zakład PR                   | ZNTK MM 2015                                         | zmiana wyglądu zewnętrznego | 4×250 kW 120 km/h                         | [ 53 ]                      |
| EN57AL (EN57AL) | 2101 ÷ 2121 | 21           | Przewozy Regionalne                                          | Pesa i ZNTK MM 2015                                  | zmiana wyglądu zewnętrznego | 4×250 kW 120 km/h                         | [ 31 ] [ 69 ] [ 70 ] [ 71 ] |
| EN57AL (EN57AL) | 1542 | 1            | Województwo dolnośląskie / Koleje Dolnośląskie               | Pesa i ZNTK MM 2015-2016                             | zmiana wyglądu zewnętrznego | 4×250 kW 120 km/h                         |                             |
| EN57AL (EN57AL) | 1296, 1515, 1522, 1527, 1528, 1530, 1557, 1570, 1574 | 9            | Województwo zachodniopomorskie / Zachodniopomorski Zakład PR | Pesa i ZNTK MM 2015-2016                             | zmiana wyglądu zewnętrznego | 4×250 kW 120 km/h                         | [ 61 ] [ 62 ]               |
| EN57AL (EN57AL) | 1786 | 1            | Województwo pomorskie / Polregio                             | ZNTK „Mińsk Mazowiecki” 2016                         | zmiana wyglądu zewnętrznego | 4×250 kW 120 km/h                         | [ 66 ]                      |
| EN57AKM (EN57AKM) | 768, 1089, 1094, 1116 | 4            | SKM Trójmiasto                                               | ZNTK MM 2016                                         | zmiana wyglądu zewnętrznego | 4×250 kW 120 km/h                         | [ 72 ]                      |
| EN57AL (EN57AL) | 1647, 1653, 1656, 1657, 1658, 1659, 1699, 1712, 1716, 1717, 1733, 1734, 1739, 1740, 1742, 1743, 1744, 1748, 1754, 1755, 1756, 1763, 1764, 1766, 1767, 1773, 1778, 1780, 1784, 1798, 1800, 1801, 1809, 1813, 1814, 1817, 1900, 1902, 1903 | 39           | Koleje Mazowieckie                                           | ZNTK MM 2016-2017                                    | zmiana wyglądu zewnętrznego | 4×250 kW 120 km/h                         | [ 73 ]                      |
| EN57AL (EN57AL) | 1027, 1061, 1141, 1804, 1805 | 5            | Województwo wielkopolskie                                    | ZNTK MM 2016-2017                                    | zmiana wyglądu zewnętrznego | 4×250 kW 120 km/h                         | [ 74 ] [ 75 ]               |
| EN57ALc i EN57ALd | 2201 ÷ 2236 | 36           | Przewozy Regionalne                                          | Pesa i ZNTK MM 2017-2018                             | zmiana wyglądu zewnętrznego | 4×250 kW 120 km/h                         | [ 76 ] [ 77 ]               |
| EN57AL (EN57ALc) | 1785 | 1            | Urząd Marszałkowski Województwa warmińsko-mazurskiego        | Pesa i ZNTK MM 2018                                  | zmiana wyglądu zewnętrznego | 4×250 kW 120 km/h                         | [ 78 ] [ 79 ] [ 80 ]        |
| EN57FPS (Feniks 57) | 1187, 1443, 1444, 1534, 1540, 1547, 1575, 1576, 1583, 1608, 1612, 1615, 1625, 1678, 1695, 1697, 1706, 1711, 1724,1725 | 20           | Polski Tabor Szynowy/Przewozy Regionalne                     | HCP-FPS 2015-2018                                    | zmiana wyglądu zewnętrznego | 4×250 kW 120 km/h                         | [ 1 ] [ 81 ] [ 82 ]         |
| Modyfikacje zewnętrzne i elektryczne: | |              |                                                              |                                                      | |                                           |                             |
| – zmieniony wygląd zewnętrzny – rozruch impulsowy • – silniki asynchroniczne • – drzwi odskokowo-przesuwne | |              |                                                              |                                                      | |                                           |                             |
| Udogodnienia dla pasażerów: | |              |                                                              |                                                      | |                                           |                             |
| – wnętrze dostosowane dla osób z niepełnosprawnością • – stojaki na rowery • – gniazdka elektryczne • – klimatyzacja części pasażerskiej • – automaty z jedzeniem i napojami • – biletomaty • – bezprzewodowy dostęp do internetu | |              |                                                              |                                                      | |                                           |                             |

### Modernizacje bez wymiany ścian czołowych
Zmodernizowane EN57, w których zostało zmienione: prędkość maksymalna lub wnętrze z zabudową systemu informacji pasażerskiej:
| Oznaczenie serii (modernizacji)                                            | Numery boczne | Liczba sztuk | Właściciel / Użytkownik                                            | Wykonawca Rok modernizacji                                  | Zakres modernizacji                                                                                | Liczba i moc silników Prędkość maksymalna | Uwagi                   |
| -------------------------------------------------------------------------- | --- | ------------ | ------------------------------------------------------------------ | ----------------------------------------------------------- | -------------------------------------------------------------------------------------------------- | ----------------------------------------- | ----------------------- |
| EN57 (EN57)                                                                | 1025, 1027, 1061, 1141, 1804, 1805 | 6            | Województwo wielkopolskie/Przewozy Regionalne/Koleje Wielkopolskie | ZNTK MM 2010-2012                                           | przewóz rowerów                                                                                    | 4×175 kW 110 km/h                         | [ 83 ] [ 84 ] [ 85 ]    |
| EN57 (EN57)                                                                | 815, 820, 867, 895, 905, 953, 984, 1018, 1026, 1077, 1686, 1688, 1751, 1782, 1794, 1802, 1820, 1821 | 19           | Przewozy Regionalne                                                | ZNTK MM 2012-2013                                           | przewóz rowerów                                                                                    | 4×175 kW 110 km/h                         | [ 86 ]                  |
| EN57 (EN57)                                                                | 206, 612, 636, 650, 810, 812, 934, 1056, 1389, 1402, 1943 | 11           | Przewozy Regionalne                                                | Przewozy Regionalne, ZNT w Kruszewcu 2014                   | system informacji pasażerskiej · przewóz rowerów · ubikacja                                        | 4×175 kW 110 km/h                         | [ 87 ] [ 88 ]           |
| EN57 (EN57)                                                                | 714, 737, 792, 909, 948, 1154, 1401, 1818, 1822, 1919 | 10           | Przewozy Regionalne                                                | Przewozy Regionalne, ZNT w Kruszewcu 2015                   | system informacji pasażerskiej · przewóz rowerów · ubikacja                                        | 4×175 kW 110 km/h                         | [ 89 ]                  |
| EN57 (EN57)                                                                | 1160, 1169, 1466 | 3            | Przewozy Regionalne                                                | Przewozy Regionalne, ZNT w Kruszewcu 2016                   | system informacji pasażerskiej · przewóz rowerów · ubikacja                                        | 4×175 kW 110 km/h                         | [ 89 ]                  |
| EN57 (EN57)                                                                | 935, 1232, 1656, 1743, 1763, 1764, 1766, 1778, 1780, 1801, 1807, 1808, 1809, 1813, 1817, 1901, 1903, 1904, 1905, 1909, 1926, 1930, 1934, 1939, 1942                                                                  | 25           | Koleje Mazowieckie                                                 | ZNTK MM 2014                                                | | 4×175 kW 110 km/h                         | [ 90 ]                  |
| EN57 (EN57)                                                                | 1000, 1109, 1754, 1755, 1756, 1785, 1796, 1799, 1810, 1811, 1812, 1907, 1910, 1911, 1912, 1913, 1914, 1916, 1922, 1927                                                                                               | 20           | Koleje Mazowieckie                                                 | ZNTK MM 2015                                                | | 4×175 kW 110 km/h                         | [ 90 ]                  |
| EN57 (EN57)                                                                | 1173, 1318, 1902, 1906, 1908, 1915, 1917, 1923, 1925 | 9            | Koleje Mazowieckie                                                 | ZNTK MM 2016                                                | | 4×175 kW 110 km/h                         | [ 91 ]                  |
| EN57 (EN57)                                                                | 038, 1397, 1715, 1918, 1920, 1924, 1928, 1929, 1935, 1941 | 11           | Koleje Mazowieckie                                                 | ZNTK MM 2017                                                | | 4×175 kW 110 km/h                         | [ 91 ]                  |
| EN57 (EN57)                                                                | 989, 1112, 1128, 1184 | 4            | Województwo pomorskie/Przewozy Regionalne                          | Przewozy Regionalne, ZNT w Kruszewcu 2016                   | system informacji pasażerskiej · przewóz rowerów · ubikacja                                        | 4×175 kW 110 km/h                         | [ 92 ]                  |
| EN57 (EN57)                                                                | 919 | 1            | Województwo łódzkie/Przewozy Regionalne                            | Przewozy Regionalne, ZNT w Kruszewcu 2016                   | system informacji pasażerskiej · przewóz rowerów · ubikacja                                        | 4×175 kW 110 km/h                         | [ 93 ]                  |
| EN57 (EN57)                                                                | 1703 | 1            | Koleje Dolnośląskie                                                | ZNTK MM 2016                                                | system informacji pasażerskiej · monitoring · przewóz osób na wózkach · przewóz rowerów · ubikacja | 4×175 kW 110 km/h                         | [ 94 ] [ 95 ] [ 96 ]    |
| EN57 (EN57)                                                                | 123, 694, 719, 1018, 1181, 1331, 1947, 1949, 1950 | 9            | Przewozy Regionalne                                                | ZNTK MM 2016-2017                                           | | 4×175 kW 110 km/h                         | [ 98 ]                  |
| EN57 (EN57)                                                                | 969 | 1            | PKP Szybka Kolej Miejska w Trójmieście                             | ZNTK MM 2016                                                | system informacji pasażerskiej · monitoring · przewóz osób na wózkach · przewóz rowerów · ubikacja | 4×175 kW 110 km/h                         | [ 99 ] [ 100 ]          |
| EN57 (EN57)                                                                | 1120, 1107 | 2            | PKP Szybka Kolej Miejska w Trójmieście                             | ZNTK MM 2017                                                | system informacji pasażerskiej · monitoring · przewóz osób na wózkach · przewóz rowerów · ubikacja | 4×175 kW 110 km/h                         | [ 102 ] [ 103 ] [ 104 ] |
| EN57 (EN57)                                                                | 1052, 1115, 1122, 1738, 1757 | 5            | PKP Szybka Kolej Miejska w Trójmieście                             | ZNTK MM/SPS ASO. 2017-2018                                  | system informacji pasażerskiej · monitoring · przewóz osób na wózkach · przewóz rowerów · ubikacja | 4×175 kW 110 km/h                         | [ 105 ] [ 106 ] [ 107 ] |
| EN57 (EN57)                                                                | 935, 1000, 1232, 1796, 1807, 1808, 1922, 1926, 1927, 1930, 1934, 1939, 1942 | 13           | Koleje Mazowieckie                                                 | ZNTK MM 2018-2019                                           | | 4×175 kW 110 km/h                         | [ 108 ]                 |
| EN57 (EN57)                                                                | 641, 701, 702, 716, 725, 799, 840, 1085, 1167, 1170, 1265, 1267, 1272, 1273, 1278, 1280, 1281, 1282, 1328, 1368, 1376, 1319, 1379, 1392, 1395, 1418, 1423, 1451, 1465, 1951                                          | 30           | Przewozy Regionalne                                                | Przewozy Regionalne, ZNT Kruszewiec 2018                    | system informacji pasażerskiej · przewóz rowerów · ubikacja                                        | 4×175 kW 110 km/h                         | [ 109 ] [ 110 ]         |
| EN57 (EN57)                                                                | 206, 612, 636, 650, 672, 673, 679, 726, 739, 781, 810, 812, 847, 934, 1056, 1129, 1185, 1196, 1229, 1247, 1248, 1250, 1266, 1292, 1326, 1330, 1373, 1380, 1384, 1401, 1402, 1440, 1450, 1463, 1482, 1485, 1952, 1953 | 38           | Przewozy Regionalne                                                | Przewozy Regionalne, ZNT Kruszewiec 2019 – 2020             | system informacji pasażerskiej · przewóz rowerów · ubikacja                                        | 4×175 kW 110 km/h                         | [ 109 ] [ 110 ]         |
| EN57 (EN57)                                                                | 1100 | 1            | Województwo pomorskie/Przewozy Regionalne                          | Przewozy Regionalne, SNiUT Słupsk 2020                      | system informacji pasażerskiej · przewóz rowerów                                                   | 4×175 kW 110 km/h                         | [ 111 ]                 |
| EN57 (EN57)                                                                | 838, 1102, 1826, 1828 | 4            | PKP Szybka Kolej Miejska w Trójmieście                             | SNIUT Gdynia Cisowa/SPS ASO. 2019-2020                      | system informacji pasażerskiej · monitoring · przewóz osób na wózkach · przewóz rowerów · ubikacja | 4×175 kW 110 km/h                         | [ 105 ] [ 106 ] [ 112 ] |
| EN57 (EN57)                                                                | 969, 973, 1737, 1827 | 4            | PKP Szybka Kolej Miejska w Trójmieście                             | SNIUT Gdynia Cisowa, ZNTK MM, SPS ASO 2021                  | system informacji pasażerskiej · monitoring · przewóz osób na wózkach · przewóz rowerów · ubikacja | 4×175 kW 110 km/h                         | [ 113 ]                 |
| EN57 (EN57)                                                                | 675, 678, 682, 694, 714, 1119, 1160, 1256, 1258, 1332, | 10           | Przewozy Regionalne                                                | Przewozy Regionalne, ZNT Kruszewiec 2021                    | system informacji pasażerskiej · przewóz rowerów · ubikacja                                        | 4×175 kW 110 km/h                         | [ 109 ] [ 110 ]         |
| EN57 (EN57)                                                                | 038, 1920 | 2            | Koleje Mazowieckie                                                 | ZNTK MM/SNiUT Sochaczew 2022                                | | 4×175 kW 110 km/h                         | ,                       |
| EN57 (EN57)                                                                | 1356, 1367 | 2            | Przewozy Regionalne                                                | Przewozy Regionalne, ZNT Kruszewiec 2022                    | system informacji pasażerskiej · przewóz rowerów · ubikacja                                        | 4×175 kW 110 km/h                         | [ 109 ] [ 110 ]         |
| EN57 (EN57)                                                                | 1759 | 1            | PKP Szybka Kolej Miejska w Trójmieście                             | SNIUT Gdynia Cisowa 2021                                    | system informacji pasażerskiej · monitoring · przewóz osób na wózkach · przewóz rowerów · ubikacja | 4×175 kW 110 km/h                         | [ 113 ]                 |
| EN57 (EN57)                                                                | 1120, 1729, 1760 | 3            | PKP Szybka Kolej Miejska w Trójmieście                             | SNIUT Gdynia Cisowa 2022                                    | system informacji pasażerskiej · monitoring · przewóz osób na wózkach · przewóz rowerów · ubikacja | 4×175 kW 110 km/h                         | ,                       |
| EN57 (EN57)                                                                | 1052, 1757, 1758 | 3            | PKP Szybka Kolej Miejska w Trójmieście                             | SNIUT Gdynia Cisowa/CSI Invest 2023                         | system informacji pasażerskiej · monitoring · przewóz osób na wózkach · przewóz rowerów · ubikacja | 4×175 kW 110 km/h                         | [ 117 ]                 |
| EN57 (EN57)                                                                | 812, 1278, 1281, 1342, 1402 | 5            | Przewozy Regionalne                                                | Przewozy Regionalne, ZNT Kruszewiec/SNIUT Iława Główna 2023 | system informacji pasażerskiej · przewóz rowerów · ubikacja                                        | 4×175 kW 110 km/h                         | [ 109 ] [ 110 ]         |
| EN57 (EN57)                                                                | 612, 672, 636, 673, 702, 781, 934, 1229, 1280, 1368, 1392 | 11           | Przewozy Regionalne                                                | Przewozy Regionalne, ZNT Kruszewiec/SNIUT Słupsk 2024       | system informacji pasażerskiej · przewóz rowerów · ubikacja                                        | 4×175 kW 110 km/h                         | [ 109 ] [ 110 ]         |
| EN57 (EN57)                                                                | 1273 | 1            | Przewozy Regionalne                                                | Pesa Mińsk Mazowiecki 2023                                  | system informacji pasażerskiej · monitoring · przewóz osób na wózkach · przewóz rowerów · ubikacja | 4×175 kW 110 km/h                         | [ 118 ]                 |
| EN57 (EN57)                                                                | 650, 847, 1196, 1219, 1282, 1292, 1373, 1451, 1466 | 9            | Przewozy Regionalne                                                | Pesa Mińsk Mazowiecki 2024                                  | system informacji pasażerskiej · monitoring · przewóz osób na wózkach · przewóz rowerów · ubikacja | 4×175 kW 110 km/h                         | [ 119 ]                 |
| EN57 (EN57)                                                                | 1115, 1122, 1738, 1828 | 2/4          | PKP Szybka Kolej Miejska w Trójmieście                             | SNIUT Gdynia Cisowa 2025                                    | system informacji pasażerskiej · monitoring · przewóz osób na wózkach · przewóz rowerów · ubikacja | 4×175 kW 110 km/h                         | ,                       |
| EN57 (EN57)                                                                | 694, 840, 1129, 1160, 1256 | 4/5          | Przewozy Regionalne                                                | Pesa Mińsk Mazowiecki 2025                                  | system informacji pasażerskiej · monitoring · przewóz osób na wózkach · przewóz rowerów · ubikacja | 4×175 kW 110 km/h                         | [ 122 ]                 |
| EN57 (EN57)                                                                | 714, 1056, 1185, 1266, 1380, 1384, 1401, 1440 | 6/8          | Przewozy Regionalne                                                | Przewozy Regionalne, ZNT Kruszewiec/SNIUT Słupsk 2025       | system informacji pasażerskiej · przewóz rowerów · ubikacja                                        | 4×175 kW 110 km/h                         | [ 109 ] [ 110 ]         |
| EN57 (EN57)                                                                | 1100 | 0/1          | Województwo pomorskie/SKM w Trójmieście                            | SNIUT Gdynia Cisowa 2025                                    | system informacji pasażerskiej · przewóz rowerów · ubikacja                                        | 4×175 kW 110 km/h                         | [ 123 ]                 |
| Udogodnienia dla pasażerów:                                                | |              |                                                                    |                                                             | |                                           |                         |
| – wnętrze dostosowane dla osób z niepełnosprawnością • – stojaki na rowery | |              |                                                                    |                                                             | |                                           |                         |

### Modernizacje wersji EN57SPOT (EN57-200x)
Zmodernizowane EN57 w ramach programu modernizacji taboru kolejowego SPOT, bez wymiany napędu.
| Oznaczenie serii (modernizacji)                                            | Numery boczne                                                    | Liczba sztuk | Właściciel / Użytkownik | Wykonawca Rok modernizacji                  | Zakres modernizacji | Liczba i moc silników Prędkość maksymalna | Uwagi           |
| -------------------------------------------------------------------------- | ---------------------------------------------------------------- | ------------ | ----------------------- | ------------------------------------------- | --- | ----------------------------------------- | --------------- |
| EN57 (EN57)                                                                | 2075, 2076                                                       | 2            | Przewozy Regionalne     | ZNT Kruszewiec 2023                         | system informacji pasażerskiej · monitoring · przewóz rowerów · ubikacja · klimatyzacja przestrzeni pasażerskiej · przewóz osób na wózkach | 4×175 kW 110 km/h                         | [ 109 ] [ 110 ] |
| EN57 (EN57)                                                                | 2011, 2023, 2024, 2027, 2068, 2078                               | 6            | Przewozy Regionalne     | Pesa Mińsk Mazowiecki 2023                  | system informacji pasażerskiej · monitoring · przewóz rowerów · ubikacja · klimatyzacja przestrzeni pasażerskiej · przewóz osób na wózkach | 4×175 kW 110 km/h                         | [ 118 ]         |
| EN57 (EN57)                                                                | 2005, 2019, 2022, 2028, 2029, 2033, 2044, 2050, 2056, 2063, 2073 | 11           | Przewozy Regionalne     | Pesa Mińsk Mazowiecki 2024                  | system informacji pasażerskiej · monitoring · przewóz rowerów · ubikacja · klimatyzacja przestrzeni pasażerskiej · przewóz osób na wózkach | 4×175 kW 110 km/h                         | [ 124 ]         |
| EN57 (EN57)                                                                | 2009, 2025, 2037, 2039, 2045, 2069                               | 5/6          | Przewozy Regionalne     | Pesa Mińsk Mazowiecki 2025                  | system informacji pasażerskiej · monitoring · przewóz rowerów · ubikacja · klimatyzacja przestrzeni pasażerskiej · przewóz osób na wózkach | 4×175 kW 110 km/h                         | [ 125 ]         |
| EN57 (EN57)                                                                | 2014, 2015, 2016, 2026, 2043, 2053, 2067, 2072                   | 8            | Przewozy Regionalne     | ZNT Kruszewiec/SNIUT Iława 2024             | system informacji pasażerskiej · monitoring · przewóz rowerów · ubikacja · klimatyzacja przestrzeni pasażerskiej · przewóz osób na wózkach | 4×175 kW 110 km/h                         | [ 109 ] [ 110 ] |
| EN57 (EN57)                                                                | 2047, 2059, 2060, 2071                                           | 1/4          | Przewozy Regionalne     | ZNT Kruszewiec/SNIUT Łuków/SNIUT Iława 2025 | system informacji pasażerskiej · monitoring · przewóz rowerów · ubikacja · klimatyzacja przestrzeni pasażerskiej · przewóz osób na wózkach | 4×175 kW 110 km/h                         | [ 109 ] [ 110 ] |
| Udogodnienia dla pasażerów:                                                |                                                                  |              |                         |                                             | |                                           |                 |
| – wnętrze dostosowane dla osób z niepełnosprawnością • – stojaki na rowery |                                                                  |              |                         |                                             | |                                           |                 |

## Eksploatacja
| Kraj       | Przewoźnik                                                    | Liczba (łączna lub maksymalna w przeszłości) | Lata eksploatacji | Łączna liczba w danym kraju |                |
| ---------- | ------------------------------------------------------------- | -------------------------------------------- | ----------------- | --------------------------- | -------------- |
| Polska     | PKP w tym: SKM Trójmiasto                                     | 45 (1412) 45                                 | od 1962 od 1976   | 976 (1412)                  | [ 27 ] [ 126 ] |
| Polska     | PolRegio                                                      | 701 (1001)                                   | od 2001           | 976 (1412)                  | [ 127 ]        |
| Polska     | Koleje Mazowieckie                                            | 143                                          | od 2004           | 976 (1412)                  |                |
| Polska     | SKM Warszawa                                                  | 0 (12)                                       | 2008 – 2011       | 976 (1412)                  |                |
| Polska     | Urząd marszałkowski Województwa Pomorskiego                   | 20                                           | od 2010           | 976 (1412)                  |                |
| Polska     | Urząd marszałkowski Województwa Łódzkiego                     | 15                                           | od 2010           | 976 (1412)                  |                |
| Polska     | Koleje Śląskie                                                | 12                                           | od 2011           | 976 (1412)                  |                |
| Polska     | Koleje Małopolskie                                            | 6                                            | od 2025           | 976 (1412)                  |                |
| Polska     | Polski Tabor Szynowy                                          | 20                                           | od 2015           | 976 (1412)                  |                |
| Polska     | Urząd marszałkowski Województwa Opolskiego                    | 4                                            | od 2010           | 976 (1412)                  |                |
| Polska     | Urząd marszałkowski Województwa Lubelskiego                   | 5                                            | od 2011           | 976 (1412)                  |                |
| Polska     | Koleje Wielkopolskie                                          | 12                                           | od 2012           | 976 (1412)                  |                |
| Polska     | Koleje Dolnośląskie                                           | 5                                            | od 2013           | 976 (1412)                  |                |
| Polska     | Urząd marszałkowski Województwa Zachodniopomorskiego          | 1 (12)                                       | 2010-2024         | 976 (1412)                  |                |
| Polska     | Przedsiębiorstwo Materiałów Podsadzkowych Przemysłu Węglowego | 0 (2)                                        | 1961-2001         | 976 (1412)                  |                |
| Polska     | Urząd marszałkowski Województwa Warmińsko-Mazurskiego         | 1                                            | od 2018           | 976 (1412)                  | [ 131 ]        |
| Jugosławia | koleje jugosłowiańskie                                        | 0 (40)                                       | 1964 – 1991       | 6 (40)                      |                |
| Chorwacja  | Hrvatske željeznice                                           | 0 (10)                                       | 1991 – 2010       | 6 (40)                      | [ 12 ]         |
| Słowenia   | Slovenske železnice                                           | 0 (30)                                       | 1991 – 2021       | 6 (40)                      | [ 132 ]        |

Pierwszy pojazd tej serii wyjechał na tory 2 lutego 1962 roku.

### Polregio
Istnieje 14 zakładów Polregio (w każdym województwie z wyjątkiem mazowieckiego oraz śląskiego) i są one w posiadaniu łącznie 808 pojazdów serii EN57.
Na początku eksploatacji EZT serii EN57 należące do tego przewoźnika były na terenie całego kraju malowane identycznie – na żółto-granatowo, a na ich burtach można było znaleźć metalowe emblematy. Z czasem te elementy ozdobne zniknęły, wszelkie napisy zaczęto malować lub przyklejać na pudło, a malatury zaczęły się zmieniać. Początkowo były one jednakowe dla wszystkich województw, potem poszczególne zaczęły wprowadzać własne barwy. Obecnie większość niezmodernizowanych jednostek Przewozów Regionalnych jest pomalowana w biało-szaroniebiesko-bordowe barwy programu SPOT (takie jak ma zmodernizowana seria 20xx), powoli jednak zastępowana jest przez malowanie nowej marki wprowadzonej przez spółkę, Polregio.

### Koleje Mazowieckie
W 2004 Mazowiecki Zakład Przewozów Regionalnych przekształcił się w Koleje Mazowieckie, a co za tym idzie przejęły one cały użytkowany przez ten zakład tabor. Początkowo był on dzierżawiony od Przewozów Regionalnych, w roku 2009 ostatnia jednostka tej serii przeszła na własność Kolei Mazowieckich.
Na stanie mazowieckiego przewoźnika znajduje się łącznie 140 EZT serii EN57:
- 3 jednostki niezmodernizowane[136]
- 71 jednostek EN57AKM (1 jednostka skasowana po wypadku)[137]
- 66 jednostek EN57AL[138]

W latach 2015–2017 zmodernizowano do standardu AL kolejnych 39 sztuk.
W latach 2021–2022 Koleje Mazowieckie zdecydowały o sprzedaży na złom 20 sztuk EN57. W 2023 roku zdecydowano o sprzedaży kolejnych 11 sztuk niezmodernizowanych jednostek EN57.

### SKM Warszawa
W 2006 ZNTK „Mińsk Mazowiecki” kupił od kolei słoweńskich dwie sztuki EN57, a w 2008 zostały one zmodernizowane i wydzierżawione SKM Warszawa. Jednostki otrzymały tymczasowe oznaczenia EN57-3001 i 3002, w 2011 sprzedano je Kolejom Śląskim.
Warszawski przewoźnik aglomeracyjny ponadto dzierżawił EN57 od innych przewoźników:
- SKM Trójmiasto wypożyczał Warszawie EN57 o numerach 880, 1107 i 1718 (były one oklejane w całości w ówczesne biało-niebiesko-pomarańczowe barwy SKMWA bądź zaklejano tylko logo przewoźnika trójmiejskiego logiem stołecznej SKM[143])
- Przewozy Regionalne przekazywały SKM Warszawa sztuki o numerach 960 i 1455 (zawsze oklejone w całości)
- należącymi do Kolei Mazowieckich EN57 o numerach 1318, 1601, 1636, 1712 i 1800[144], oklejonymi w całości w nowe czerwono-żółto-kremowe barwy ZTM, realizowano przewozy na linii S9

SKM Warszawa nigdy nie był właścicielem ani jednej sztuki EZT serii EN57. 23 września 2011 przewoźnik poinformował o zakończeniu eksploatacji pojazdów tego typu i dzień później, 24 września 2011, zakończył ich dzierżawę i użytkowanie.

### SKM Trójmiasto
20 grudnia 1976 na linii trójmiejskiej Szybkiej Kolei Miejskiej przełączono zasilanie z dotychczasowego napięcia 800 V na obowiązujące w całym kraju 3000 V i tego dnia o godzinie 4:12 z Gdańska wyruszył pierwszy pociąg złożony z EZT serii EN57.
SKM Trójmiasto użytkuje 45 EZT serii EN57:
- 19 jednostek z niezmodernizowanym napędem i zmienionym wnętrzem na poziomie P4
- 4 jednostki zmodernizowane na poziomie P4 ze standardu EN57KM na EN57AKM
- 1 jednostka zmodernizowana na poziomie P3 ze standardu EN57AC na EN57AKM
- 21 jednostek zmodernizowanych na poziomie P5 w standardzie EN57AKM

### Koleje Śląskie
20 września 2011 Koleje Śląskie podpisały umowę z Newagiem na 7-letni leasing finansowy pięciu zmodernizowanych jednostek EN57. 14 listopada województwo śląskie podpisało z konsorcjum przedsiębiorstw ZNTK „Mińsk Mazowiecki” i Pesa umowę na dostawę dwóch zmodernizowanych EN57 dla Kolei Śląskich, które zostały dostarczone w grudniu. 7 sierpnia 2012 województwo śląskie podpisało z Newagiem umowę na dostawę jednego zmodernizowanego EN57 dla Kolei Śląskich. Były to pojazdy o numerach: 730, 892 1178, 1533, 1563, które zostały skreślone w latach 2004–2012, a następnie sprzedane do Newagu i zmodernizowane, z wyjątkiem jednostki EN57-1563, która został zmodernizowana przez ZNLE Gliwice i dostarczona 27 kwietnia 2012 roku Kolejom Śląskim. Dodatkowo Koleje Śląskie dysponują czterema EN57 o numerach 223, 224, 3001 i 3002 które zostały sprowadzone ze Słowenii i zmodernizowane w Newagu oraz ZNTK Mińsku Mazowieckim, z czego dwa ostatnie w latach 2008–2011 były obsługiwane przez SKM Warszawa.

### Polski Tabor Szynowy
Dwadzieścia EZT typu EN57 należy do Polskiego Taboru Szynowego i są wykorzystywane do wypożyczania innym przewoźnikom kolejowym

### Przewoźnicy przemysłowi
Dwie jednostki wykorzystywano w PMP PW Katowice w oddziałach Kotlarnia (EN57-026) oraz Szczakowa (EN57-402).

### Województwo warmińsko-mazurskie
W maju 2018 roku ZNTK Mińsk Mazowiecki kupił, wystawioną na sprzedaż w październiku 2017 roku przez Koleje Mazowieckie jednostkę EN57-1785. Pojazd został zakupiony celem modernizacji dla Województwa warmińsko-mazurskiego. 16 października zakończono jej modernizację. 18 października odbyła się prezentacja jednostki oraz jej przekazanie. Była to najdroższa modernizacja jednostki w Polsce, na którą województwo przeznaczyło 12 225 000 zł brutto. Użytkownikiem tego EZT jest Polregio.

### Jugosławia
W latach 60. i 70. miał miejsce eksport 40 jednostek bazujących na EN57 do ówczesnej Jugosławii. Składy te otrzymały tam oznaczenie 311/315 (311 to wagon silnikowy, 315 – rozrządczy).
| Lata eksportu | Liczba sztuk | Typ     | Liczba (układ) członów |
| ------------- | ------------ | ------- | ---------------------- |
| 1964          | 3            | 5Ba/6Ba | 3 (r+s+r)              |
| 1965–1966     | 22           | 5Bb/6Bb | 4 (r+s+s+r)            |
| 1974–1975     | 15           | 5Bg/6Bg | 4 (r+s+s+r)            |
| [ 11 ]        |              |         |                        |

Po rozpadzie Jugosławii w latach 1991–1992 jednostki trafiły do kolei chorwackich ((chorw.) Hrvatske željeznice), gdzie ich oznaczenie zmieniono na 6011 i kolei słoweńskich ((słoweń.) Slovenske železnice), które zostały przy oznaczeniu jugosłowiańskim.
Część egzemplarzy wróciła do Polski, gdzie została naprawiona i zmodernizowana celem dalszej eksploatacji przez krajowych przewoźników.

## Egzemplarze zabytkowe
W 2017 stacjonujący w Przeworsku EN57-001 został objęty ochroną konserwatora zabytków. Mając na uwadze wartość pojazdu z punktu widzenia historii i rozwoju kolejnictwa w Polsce, zarząd spółki Przewozy Regionalne już w 2016 zdecydował o cofnięciu wcześniejszej decyzji o kasacji tej jednostki. Planowana jest także zmiana DSU dla ostatniej jednostki, EN57-1953, celem umożliwienia dalszej eksploatacji jako egzemplarza zabytkowego.

## W kulturze
Jednostka EN57-1918 spółki Koleje Mazowieckie odegrała „rolę tytułową” w filmie Graficiarze (Wholetrain) z roku 2006.
Stworzona w 1997 przez Roberta Kowalskiego i Aleksandra Madeja gra "Mechanik - Symulator Pociągu EN57" stworzonej przez Roberta Kowalskiego i Aleksandra Madeja była pierwszym polskim symulatorem pociągu.
Model pojazdu EN57 występuje w m.in. w kolejowych grach symulacyjnych Trainz Simulator i MaSzyna.

### Pozostałe pojazdy z rodziny 5B/6B
- EN71
- ED72
- ED73